# Jena
Jena (pronunciación en alemán: /ˈjeːna/ (escucharⓘ)) es una ciudad del centro-este de Alemania, en el estado de Turingia, situada en el valle del río Saale y rodeada de montañas acantiladas calcáreas y bosques. La ciudad está ubicada a 250 km del sur de Berlín, 370 km al noroeste de Múnich y a 20 km al este de Weimar.
Jena se ha hecho famosa por dos motivos: por poseer una de las universidades con más tradición cultural y científica de Alemania y por su importante industria óptica (Carl Zeiss AG). Por ello se la conoce como "ciudad de la ciencia".
Durante siglos, Jena perteneció a varios principados y ducados, hasta pasar a formar parte del ducado de Sajonia-Weimar. Alrededor de 1800 Jena se convierte, junto con Weimar, en el centro cultural de Alemania. En esta época nacen en Jena el Romanticismo Universal, el Romanticismo aleman, el Idealismo alemán y gran parte de la Clásica de la literatura alemana.
En la batalla de Jena en octubre de 1806 Napoleón Bonaparte logró una victoria contra Prusia. Estableció un poco más el dominio de Francia sobre Europa y marcó profundamente la historia del continente.

## Historia

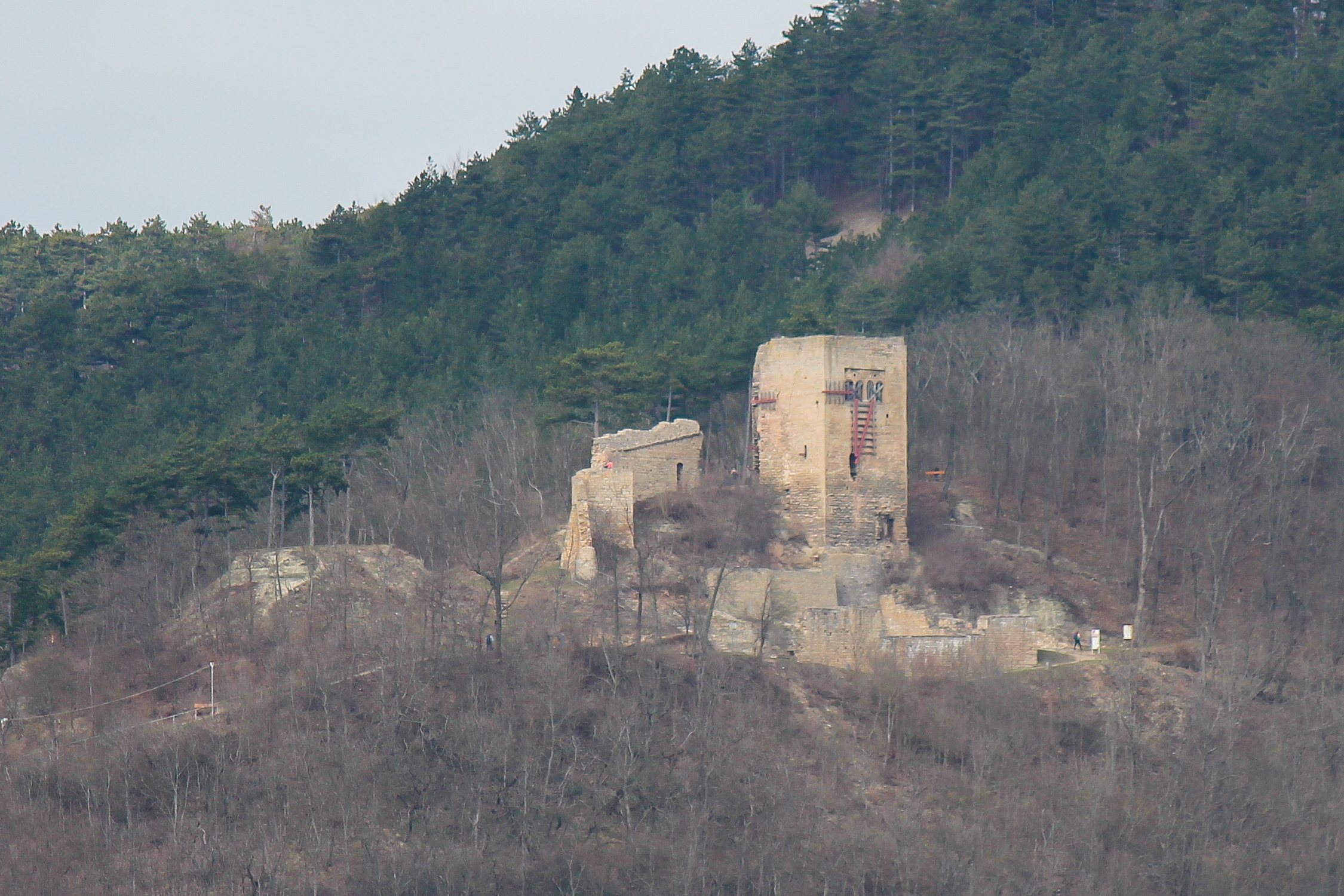
Lobdeburg, el castillo de los fundadores de la ciudad de Jena.

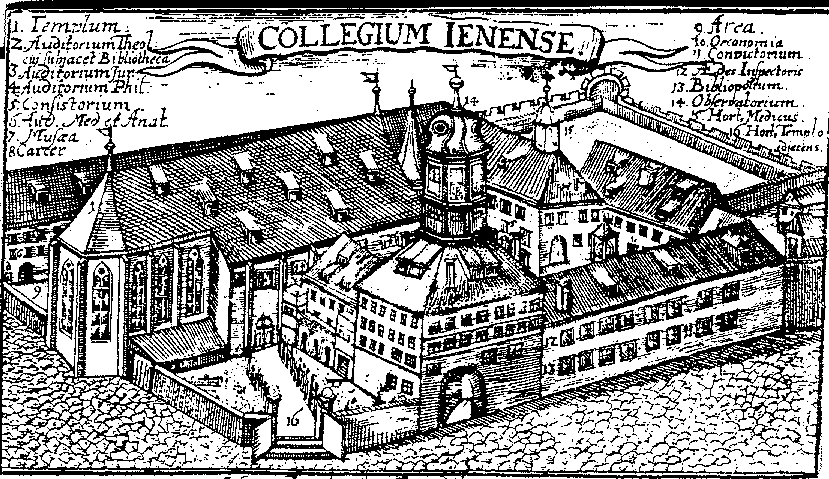
La universidad de Jena alrededor de 1600.

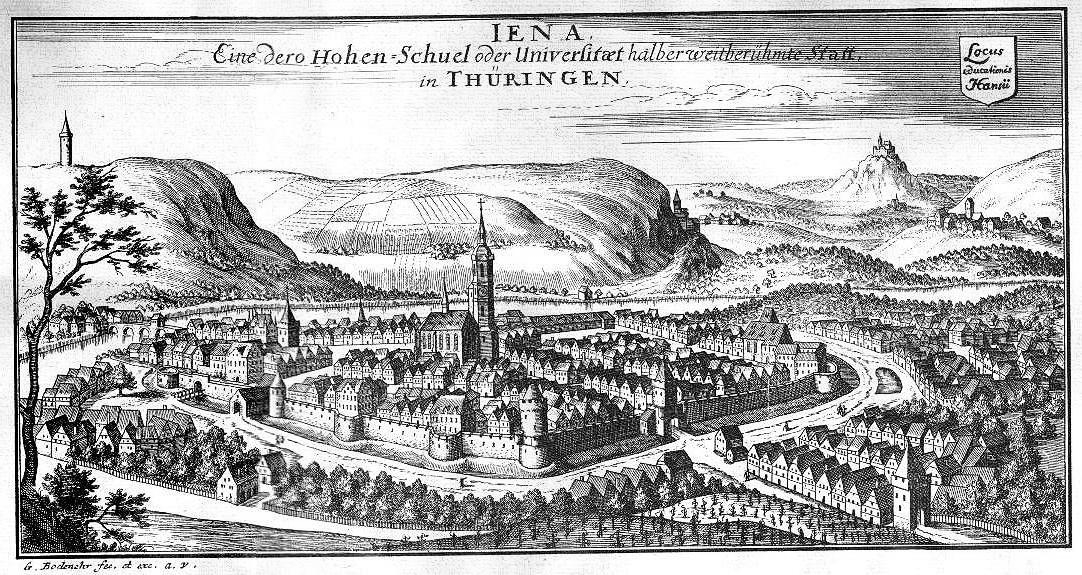
Jena en 1720, pintura de G. Bodenehr.

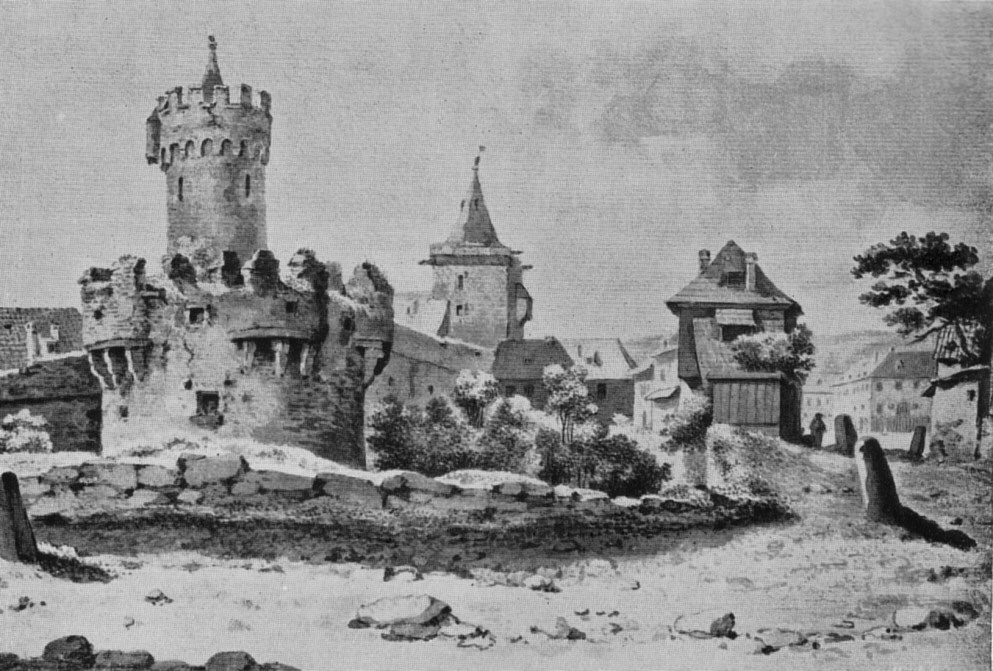
Muro de la ciudad medieval; pintura de G. Kraus (1800).

### Edad Media
Los primeros asentamientos alrededor de la ciudad datan del siglo VIII. Jena aparece por escrito por primera vez en un documento de 1182. Hacia 1230 la familia noble von Lobdeburg le concedió el estatus de ciudad. Justo después se construyó la muralla, un elemento importante de la ciudad, ya que Jena estuvo en la región fronteriza con los pueblos eslavos. En los siguientes años recibió paulatinamente más autonomía administrativa y jurídica. En estos siglos se produjo un fuerte crecimiento económico gracias a la vinicultura. Este crecimiento se muestra en textos latinos de la época, donde se puede leer la frase «Jena, la Atenas del Saale» («Athenae ad Salam»). En 1286 se fundó un convento dominico y en 1301 otro de monjas cistercienses. Este último se construyó cerca de la iglesia de San Miguel, alrededor de la cual también se edificaron nuevas viviendas que mostraban el bienestar de la población. A partir de 1331 los nobles de Wettin asumieron el poder sobre la ciudad. En 1414 se funda un convento de carmelitas. A finales del siglo XIV se construyó una nueva iglesia gótica de San Miguel y un nuevo ayuntamiento. En 1485 Jena pasa a pertenecer al recién creado linaje Ernestino de Wettin-Sajonia.

### Edad Moderna

#### La Reforma luterana
En 1517, empieza la Reforma de Martín Lutero (1483-1546) en Wittenberg, la capital de los ducados ernestinos (situada a 150 km de noreste de Jena). La nueva doctrina se divulga rápidamente; en Jena se hace muy popular debido a sus tres conventos. Lutero viaja a Jena a menudo para tomar parte en debates y sermones sobre las ideas de la Reforma. En 1523, el teólogo Martín Reinhardt expone en uno de sus sermones la vertiente más radical de las nuevas doctrinas. Como consecuencia Federico III el Prudente (1486-1525) manda a Lutero para calmar la situación. Lutero hace prevalecer su doctrina en la ciudad y Reinhardt es obligado a abandonarla.
En agosto de 1524, se produce una discusión entre los reformadores Lutero y su exprofesor Andreas Bodenstein von Karlstadt (1482-1541) en el local público “Oso Negro” de Jena. Ese mismo año se expulsa a Karlstadt de Turingia. Las interpretaciones radicales de la Reforma dan lugar a la Guerra de los campesinos alemanes (1524-1525) en el sur de Alemania. En 1525, el conflicto llega a Jena, donde se producen fuertes enfrentamientos entre los dos bandos. Tras la guerra, la Reforma pierde su carácter revolucionario en el ámbito social, y este queda reducido a los círculos teológicos.

#### Fundación de la universidad y circunstancias históricas
Tras la muerte de Federico III el Prudente en 1525, su hermano Juan el Constante se convierte en príncipe-elector de Sajonia, que continúa con la implantación de la Reforma. En 1527-28, por indicación de Juan el Constante, la universidad de los Ernestinos, centro de la Reforma luterana, se traslada a Jena debido a una epidemia de peste en Wittenberg.
En la Dieta de Espira de 1529, un grupo de príncipes y ciudades imperiales alemanas que estaban bajo el liderazgo de Juan el Constante expresan su protesta contra el Edicto de Worms de Carlos V que prohibía creer y enseñar las doctrinas luteranas. Este testimonio público de oposición contra Carlos V, emperador del Sacro Imperio Romano Germánico, es el inicio de una nueva etapa en el conflicto entre católicos y luteranos, dando lugar al término protestantismo. En 1530, Carlos V rechaza las Confesiones de Augsburgo, la primera exposición oficial de los principios del protestantismo. Como reacción, muchos de los países y ciudades protestantes fundan la Liga de Esmalcalda para defender sus intereses. Tras la muerte de su padre en 1532, Juan Federico I (1503-1554) asume el cargo de príncipe-elector de Sajonia y líder de la Liga de Esmalcalda. En los años posteriores hay algunas negociaciones de la liga con Carlos V y con el papa Pablo III. En 1535-36, la Universidad de Wittenberg se vuelve a trasladar a Jena, otra vez por una epidemia de peste.
El año 1546 supuso un giro para la Liga de Esmalcalda. Los ernestinos sufren una crisis muy grave que provoca un cambio radical en la pequeña ciudad vinicultora de Jena. En 1546, Carlos V se alía con el papa Pablo III contra los protestantes e inician una expedición militar contra las ciudades y los países heréticos. El 24 de abril de 1547, finaliza la primera guerra entre católicos y protestantes: las tropas superiores del emperador Carlos V y su hermano Fernando de Habsburgo triunfan en la batalla de Mühlberg sobre las fuerzas de Juan Federico I, príncipe-elector de Sajonia y sus aliados, y Juan Federico el Magnánimo es encarcelado. Los ernestinos pierden gran parte del territorio, incluyendo la capital, Wittenberg, y solo conservan los alrededores de Jena y Weimar. 
Juan Federico, aún prisionero, elige Weimar como nueva residencia de la corte y decide fundar una nueva universidad en Jena. Sus hijos, Juan Federico II y Juan Guillermo I organizan el cambio de residencia, transportan para la universidad la rica biblioteca de Federico III el Prudente (la "Bibliotheca Electoralis" de la universidad de Wittenberg) a Jena. Es el tercer y definitivo traslado de la universidad ernestina. En 1548 el “Colegium Jenense” (en alemán Hohe Schule) abre sus puertas en el exmonasterio dominico, el mismo lugar donde estuvo ubicado en los años 1527-28 y 1535-36. Muchos de los profesores y estudiantes de Wittenberg también se trasladan a Jena.
En 1558, Fernando I de Habsburgo (nuevo emperador del Sacro Imperio Romano Germánico) concede el estatus de universidad para el Colegium Jenense.
Tras la inauguración del “Colegium Jenense” en 1548, aumenta rápidamente el número de estudiantes. La universidad y la imprenta causan un fuerte crecimiento económico en la ciudad. En 1553-58, los colegas de Lutero publican la primera edición extendida de los textos del reformador en doce tomos (Jenaer Lutherausgabe), la más importante durante los siguientes tres siglos. Se publicó gracias a los manuscritos que el teólogo Georg Rörer (el secretario de Lutero) había transportado a Jena. A finales del siglo XVI la Universidad de Jena se convierte en centro importante de la ortodoxia luterana, y mantiene continuos debates teológicos con otras universidades luteranas (Leipzig, Wittenberg, Tubinga, Núremberg). La guerra de los Treinta Años (1618-1648) afecta duramente a Jena. Tras la guerra, la Universidad de Jena pasa a ser la universidad más grande de Alemania (1706-20). En estos años la Pequeña Edad de Hielo produce una disminución de la vinicultura durante el siglo XVIII.

### Época contemporánea

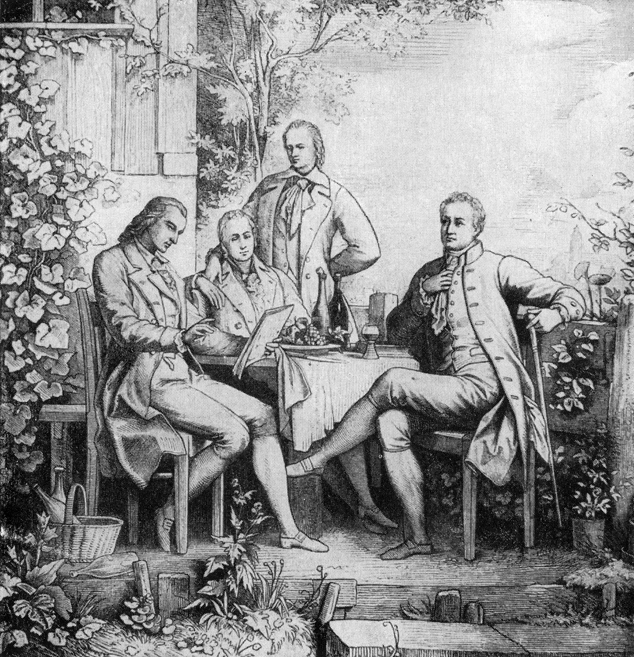
Jena alrededor de 1800: F. Schiller, Wilhelm von Humboldt, Alexander v. Humboltdt y J.W.Goethe.

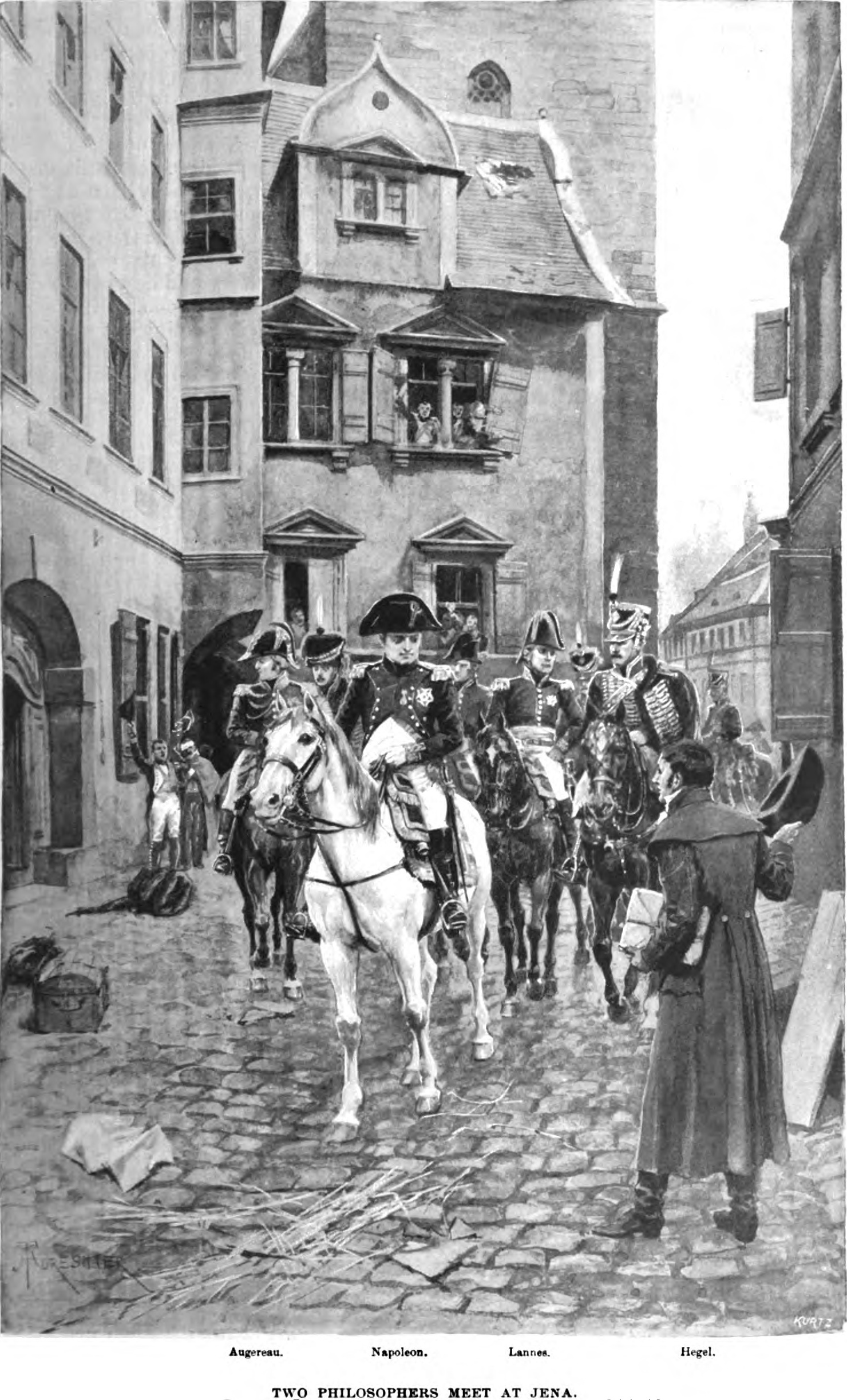
Encuentro histórico en 1806: G.W.F. Hegel y Napoleón, “el espíritu universal a caballo” después de la batalla de Jena.

Alrededor de 1800, culmina la Ilustración alemana en Jena (universidad) y Weimar (residencia de la corte). La duquesa Ana Amalia y su hijo, el duque Carlos Augusto, ejercen en su territorio de Sajonia-Weimar un régimen absolutista ilustrado y liberal. Esto y una excepcional constelación de diferentes personajes famosos favorecen un clima productivo culturalmente. En este ambiente creativo se desarrolla el Romanticismo Universal (Jenaer Frühromantik), el Idealismo Alemán (Deutscher Idealismus) y la etapa clásica de la literatura alemana (Weimarer Klassik). Esta época da comienzo con la llegada de Johann Wolfgang von Goethe a Weimar en 1775.
Goethe trabajó como jefe de ministros para el duque Carlos Augusto, gracias a lo que pudo dedicarse a la investigación. Aparte de poética y literatura, estudia diferentes campos científicos (geología, biología) en la Universidad de Jena. Organizó varios aspectos de la ciudad y de la universidad, por ejemplo, la construcción de calles y de protecciones contra las inundaciones del río Saale; también funda las colecciones mineralógicas y anatómicas de la universidad. Gracias a su iniciativa y liderazgo, se inaugura en 1794 el jardín botánico de Jena.

#### Guerras napoleónicas - La batalla de Jena (1806)
En la guerra contra la Cuarta Coalición, las tropas francesas se trasladan en otoño de 1806 del suroeste de Alemania a Berlín, capital de Prusia. El 14 de octubre de 1806, las fuerzas principales bajo el mando de Napoleón se enfrentan a las tropas prusianas y sajonas.
La noche antes de la batalla, gran parte de las tropas francesas escalan desde Jena la montaña escarpada Landgrafen con la artillería y atacan por sorpresa. En la llanura alta en el noroeste de la ciudad luchan 95 900 soldados de Francia contra 53 000 soldados de Prusia bajo el mando del príncipe Federico Luis de Hohenlohe-Ingelfingen y Ernst von Rüchel. Gracias a una mejor estrategia, las fuerzas de Napoleón destruyen el frente de las tropas de Hohenlohe a mediodía y obligan a los prusianos a retirarse. En ese momento, la caballería de Joaquín Murat ataca la infantería de Prusia y produce una caótica huida. La batalla de Jena se había decidido. Al mismo tiempo, 20 km al norte, en la batalla de Auerstädt, 27 000 soldados del mariscal Davout luchan contra la otra parte de las fuerzas prusianas, unos 50 000 soldados. La ausencia de estrategia obliga, después de un combate largo y duro, a las tropas del rey Federico Guillermo III de Prusia a retirarse. Las dos batallas se cobran la vida de 35 000 hombres (15 000 soldados de Francia y 20 000 soldados de Prusia y Sajonia).
La batalla doble de Jena y Auerstedt significa la derrota completa de Prusia y dos semanas después, el 27 de octubre de 1806, Napoleón Bonaparte y sus tropas entran triunfalmente en Berlín.

#### La unificación de los estudiantes de 1815

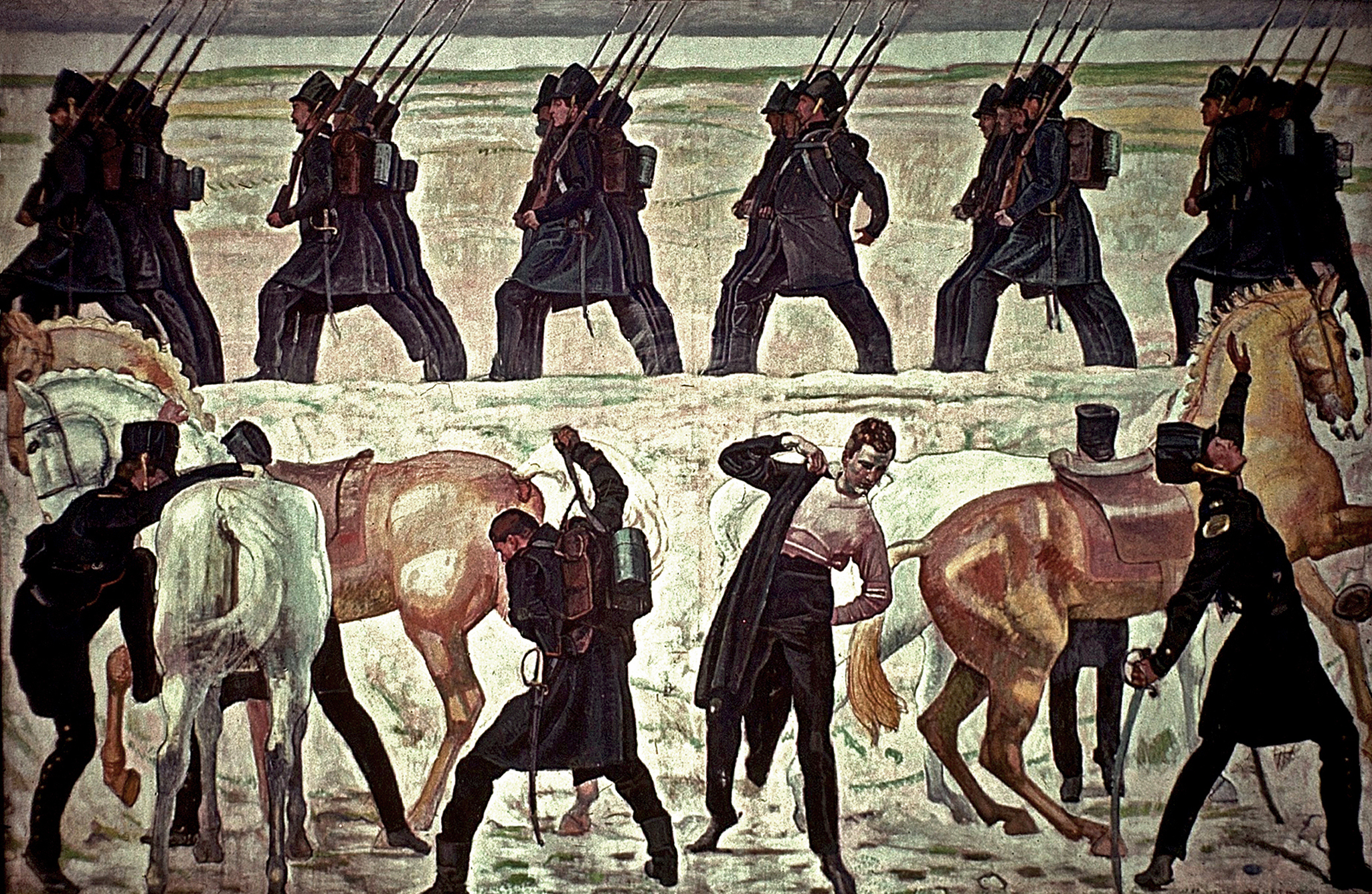
”Los estudiantes de Jena vienen a la Batalla de Leipzig” – pintura por la universidad del pintor suizo Ferdinand Hodler.

En los años siguientes a la derrota de Jena, se desarrolla en la población de diferentes países de Alemania una oposición contra Napoleón y con ello también el ideal de la unificación dichos países (reinos, principados y ducados con absolutismo) en un Estado nacional. En la sexta Coalición contra Francia luchan algunas tropas voluntarias (Freikorps) junto a las oficiales. Una de las tropas voluntarias más importante es la Lützowsche Freikorps, bajo el mando del general Ludwig von Lützow. También algunos académicos y estudiantes de Jena, marcados por la derrota de 1806, luchan en las Freikorps.
Después del final de la guerra (batalla de Leipzig 1813), la idea de la unificación de Alemania es más popular que nunca y los estudiantes de Jena (ex voluntarios de guerra) deshacen el 12 de junio de 1815 las corporaciones tradicionales (Landsmannschaften), donde los estudiantes eran miembros según el país de origen, y fundan una nueva corporación para todos los estudiantes de los países alemanes: la Deutsche Burschenschaft.
Para la bandera los estudiantes de Jena eligen los colores negro, rojo y oro de las uniformes de la Freikorps de Lützow (negro con terminaciones en rojo y botones dorados). Desde Jena el movimiento de Burschenschaft y las ideas progresivas de unificación, liberación y democracia se expanden a otras partes de Alemania, y los tres colores se convierten en un símbolo nacional. Así, durante la Revolución alemana de 1848-1849, el primer Parlamento de Fráncfort elige estos colores para la nueva bandera de la Alemania demócrata.
La Burschenschaft de Jena fundada en 1815 es conocida como Urburschenschaft (ur = primer) para destacar su importancia en la historia de Alemania y para diferenciarse del resto de hermandades.

#### La industrialización y el desarrollo de la industria óptica

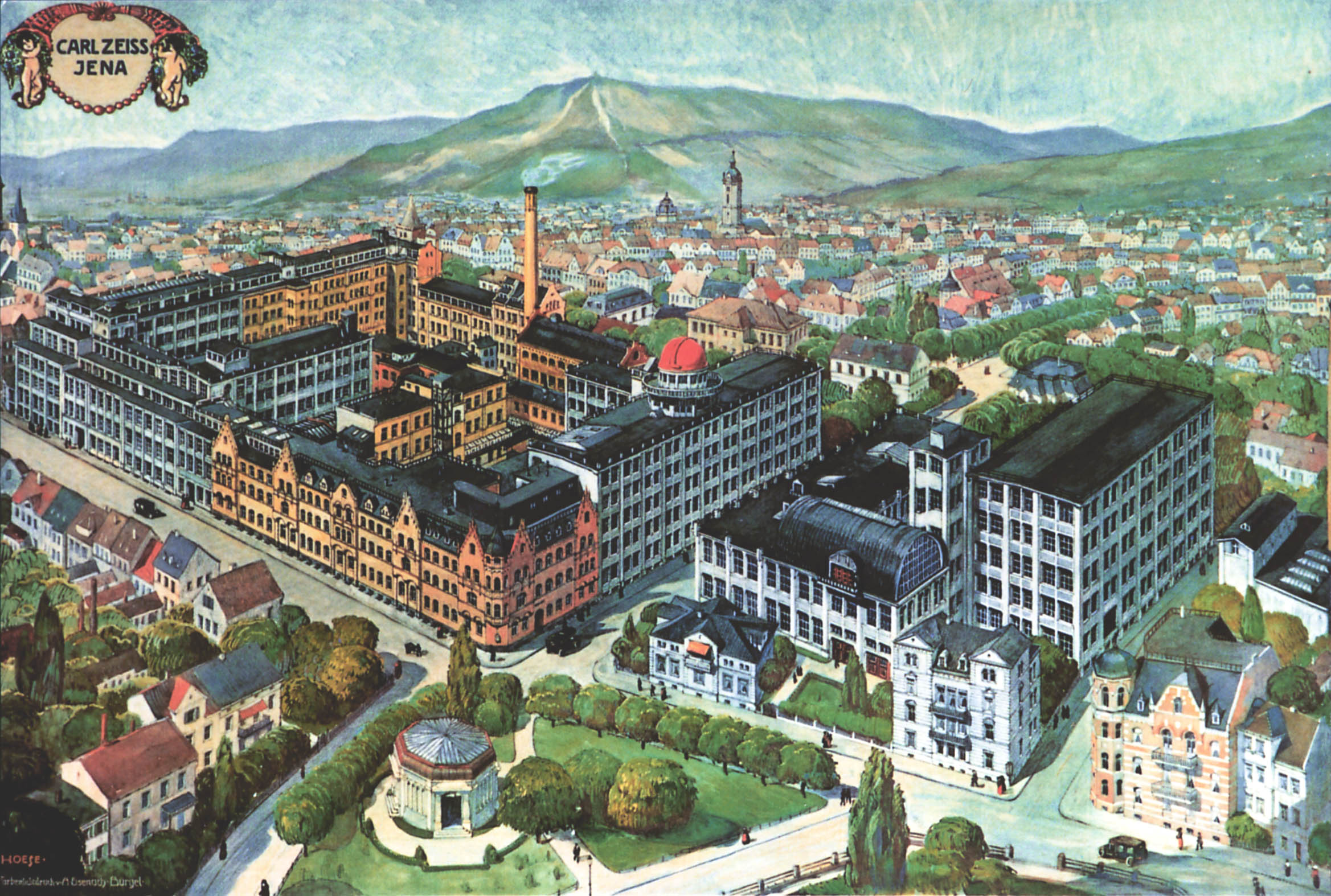
El centro de Jena y la fábrica Zeiss (1910).

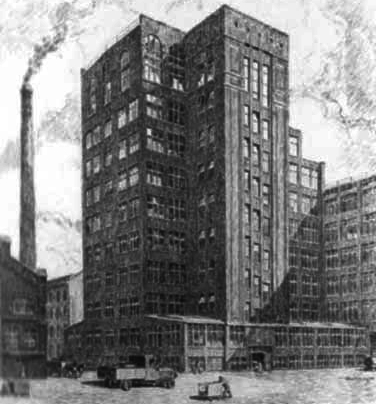
Una nueva forma de construcción: el Bau 15, el primer rascacielos de Alemania (1915).

En la primera parte del siglo XIX la universidad, las editoriales y la agricultura son la principal fuerza económica de la ciudad. A partir de mitad de siglo, se fundan las primeras fábricas y empieza el proceso de industrialización. Entre 1874 y 1876, Jena pasa a ser la conexión entre las líneas de ferrocarril norte-sur y oste-oeste.
En 1846, el mecánico Carl Zeiss funda un taller de óptica. Sus microscopios se hacen famosos y el taller pasa a ser una fábrica. A partir de 1861, lanzan al mercado microscopios en forma modular, que permitían combinar la óptica como se deseara. En 1863, comercializan la ampliación óptica de 300-aumentos. Por falta de una teoría científica en óptica, los microscopios se producen probando diferentes lentes hasta obtener la calidad necesaria.
En la segunda parte del siglo XIX, se fundan muchas otras fábricas de otros sectores, pero la industria óptica y del cristal siguen siendo el motor económico de la ciudad. Ernst Abbe, hijo de una familia pobre, también es un teorético de la reforma social, por eso inicia muchos proyectos educativos, sociales y culturales. Gracias a sus iniciativas, los trabajadores de las fábricas de Zeiss y Schott trabajan solo ocho horas al día, disfrutan de períodos de vacaciones y tienen una seguridad social.
Los primeros años del siglo XX significan una prosperidad enorme (hasta mitad del siglo la población se dobla casi cada diez años), lo que provoca un ''boom'' en la construcción. Alrededor del centro antiguo se desarrollan barios nuevos en el Jugendstil (modernismo alemán), la arquitectura de la época. Jena instala una red eléctrica y un tranvía para el transporte urbano. En 1903, la casa del pueblo (Volkshaus), un gran centro cultural, abre sus puertas, también se funda la Asociación de Arte de Jena (Jenaer Kunstverein), que en los años siguientes se convierte en una institución importante en Alemania por las tendencias vanguardistas artísticas.
En 1907, un teórico famoso de la evolución, Ernst Haeckel, inaugura el museo de filogenia. Para sorpresa de la población, un año después, otro profesor de Jena, el filósofo Rudolf Eucken, recibe en Estocolmo el Premio Nobel de Literatura. En 1911, después de largas discusiones, el arquitecto belga Henry van de Velde construye un monumento en memoria de Ernst Abbe. Poco después, en 1915, gracias a la expansión de la fábrica Carl Zeiss, se construye el primer rascacielos de Alemania, una torre de estilo parecido al de la arquitectura americana de la época (Bau 15 al lado de la plaza Ernst Abbe).

#### República de Weimar

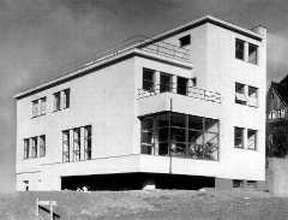
Arquitectura Bauhaus: la Casa Auerbach proyectada por Walter Gropius, el director de la Bauhaus (1924).

Tras la Primera Guerra Mundial y la Revolución de noviembre de 1918, el gran ducado se deshace y Jena entra a formar parte del nuevo estado de Turingia. Mientras, la industria sigue creciendo. Con el inicio de la Bauhaus en Weimar (1919), la arquitectura recibe nuevas influencias. Walter Gropius, director de la Bauhaus, proyecta los planes para las casas Auerbach (1924) y Zuckerkandl (1927), y planifica la modificación del teatro de Jena (1921). Otros edificios de la Bauhaus son el Abbeanum (1928) y la Philosophenwegmensa (1929). Durante estos años, la Asociación de Arte de Jena (Jenaer Kunstverein) fomenta la vida cultural en la ciudad organizando exposiciones importantes, donde participan entre otros Ernst Ludwig Kirchner, Wasily Kandinsky y Paul Klee.
A partir de 1919, la fábrica Carl Zeiss desarrolla el primer proyector de planetario astronómico. En agosto de 1923, presenta el primer planetario del mundo, situado en la cúpula de un observatorio en el techo de la misma fábrica. El Carl-Zeiss-Planetarium Jena, situado al lado del jardín botánico, abre sus puertas en 1926. Otra vez gracias a la ayuda de Zeiss, Jena inaugura en estos años tres observatorios astronómicos destinados a la ciencia y la educación. 

#### Alemania nazi
El ascenso de Adolf Hitler al poder supuso un cambio radical en la sociedad alemana. Todos los altos cargos del funcionariado se sustituyeron por miembros del Partido nazi y el resto de asociaciones políticas fueron prohibidas. En Jena, el alcalde y el rector de la universidad fueron sustituidos por nacionalsocialistas, se persiguió a la población judía, a ciudadanos de otras opiniones políticas y de otras etnias. La ideología nazi influyó en todos los ámbitos de la vida; la universidad fue un lugar clave en el desarrollo de la “teoría de las razas”. También prohibirán la Asociación de Arte de Jena por su “arte degenerado”.
Durante la Segunda Guerra Mundial, los bombardeos aliados, especialmente en febrero y marzo de 1945, causaron numerosas destrucciones en la ciudad. En total, las Fuerzas Aéreas del Ejército de los Estados Unidos arrojaron 870 toneladas de bombas sobre Jena durante sus ataques. El bombardeo causó graves daños y destrucción total, una gran parte del centro de la ciudad fue completamente destruida. Se perdieron la casa en el mercado donde Goethe y Schiller habían hecho su amistad, la casa Griesbach y Bachstein, el museo de la ciudad y el sótano histórico del castillo. La iglesia municipal de San Miguel sufrió graves daños. La iglesia del colegio o universidad fue destruida y las ruinas removidas en 1956. Su torre y los edificios de la universidad resultaron dañados. El ayuntamiento quedó parcialmente destruido, la farmacia del juzgado y ayuntamiento y la biblioteca universitaria fueron destruidas y posteriormente demolidas. El Abbeanum sufrió graves daños y fue reconstruido en 1951. La biblioteca de la universidad y seis institutos universitarios fueron completamente destruidos, y varias clínicas en Bachstrasse quedaron parcialmente destruidas. Además, 709 personas perdieron la vida, 2000 resultaron gravemente heridas.
El 13 de abril de 1945, al final de la guerra, las tropas estadounidenses ocuparon la ciudad sin encontrar resistencia. El 1 de junio siguiente, el control fue traspasado a las tropas de la Unión Soviética y en 1949 Jena pasa a pertenecer a la República Democrática Alemana (RDA).

#### República Democrática Alemana
Durante la época de la República Democrática Alemana se abren dos fábricas Zeiss y Schott en la Alemania Occidental (RFA): Zeiss en Oberkochen y Schott en Maguncia. En 1950, se construye una fábrica farmacéutica, Jenapharm, que cobra gran importancia en el bloque este. Entre 1967 y 1972, se construye la Torre de la Universidad, un rascacielos cilíndrico del arquitecto estrella de la RDA Herrmann Henselmann. 
En 1989, como en muchas otras ciudades de la RDA, la población se manifiesta en contra del régimen político y causa el colapso del mismo.

#### Desde 1990
La reunificación alemana de 1990 provoca bastantes cambios, las fábricas tradicionales despiden a muchos trabajadores, nuevas industrias se desarrollan, la ciencia y la universidad cobran otra vez importancia. Gracias a esto último Jena disfruta de una situación mejor que la de otras ciudades de la antigua RDA.

## Administración
Distritos urbanos
Jena está compuesta por 41 distritos: Ammerbach Ort, Beutenberg/Winzerlaer Straße, Burgau Ort, Closewitz, Cospeda, Drackendorf, Drackendorf/Lobeda-Ost, Göschwitz, Ilmnitz, Isserstedt, Jena-Nord, Jena-Süd, Jena-West, Jena-Zentrum, Jenaprießnitz, Krippendorf, Kunitz, Laasan, Lichtenhain Ort, Leutra, Lobeda-Altstadt, Lobeda-Ost, Lobeda-West, Löbstedt Ort, Lützeroda, Maua, Mühlenstraße, Münchenroda, Nord II, Remderoda, Ringwiese Flur Burgau, Vierzehnheiligen, Wenigenjena/Kernberge, Wenigenjena Ort, Wenigenjena/Schlegelsberg, Winzerla, Wogau, Wöllnitz, Ziegenhain Ort, Ziegenhainer Tal y Zwätzen.

## Política
El Oberbürgermeister (primer alcalde) dirige el Ayuntamiento y representa a la ciudad. Es elegido por un periodo de seis años. El parlamento de la ciudad es el Stadtrat, que elige a tres Dezernenten (ministros de la ciudad) con tres ámbitos de funciones (social-cultural, financias-orden y economía-desarrollo urbano). Actualmente los 46 escaños del parlamento se reparten de la siguiente manera: 11 el Partido del Socialismo Democrático (PDS), 10 la Unión Demócrata Cristiana de Alemania (CDU), 8 el Partido Socialdemócrata de Alemania (SPD), 6 Los Verdes (Die Grünen), 6 Ciudadanos por Jena (Bürger für Jena, BfJ), 4 el Partido Democrático Libre (FDP) y un parlamentario sin partido o fracción. El Oberbürgermeister (primer alcalde) actual es Thomas Nitzsche (FDP), que inició su legislatura en 2018.

## Geografía

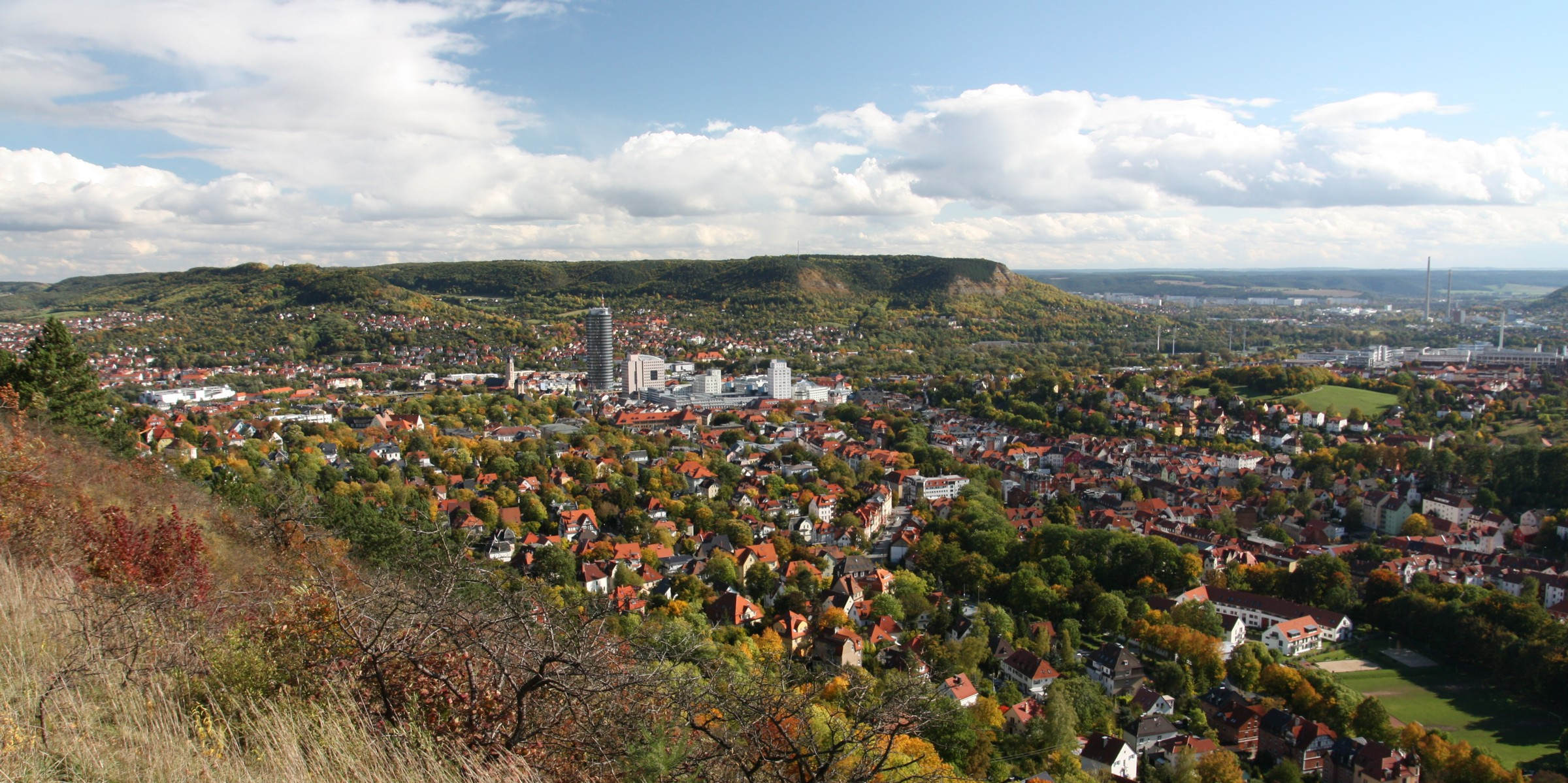
Vista del centro de la ciudad.

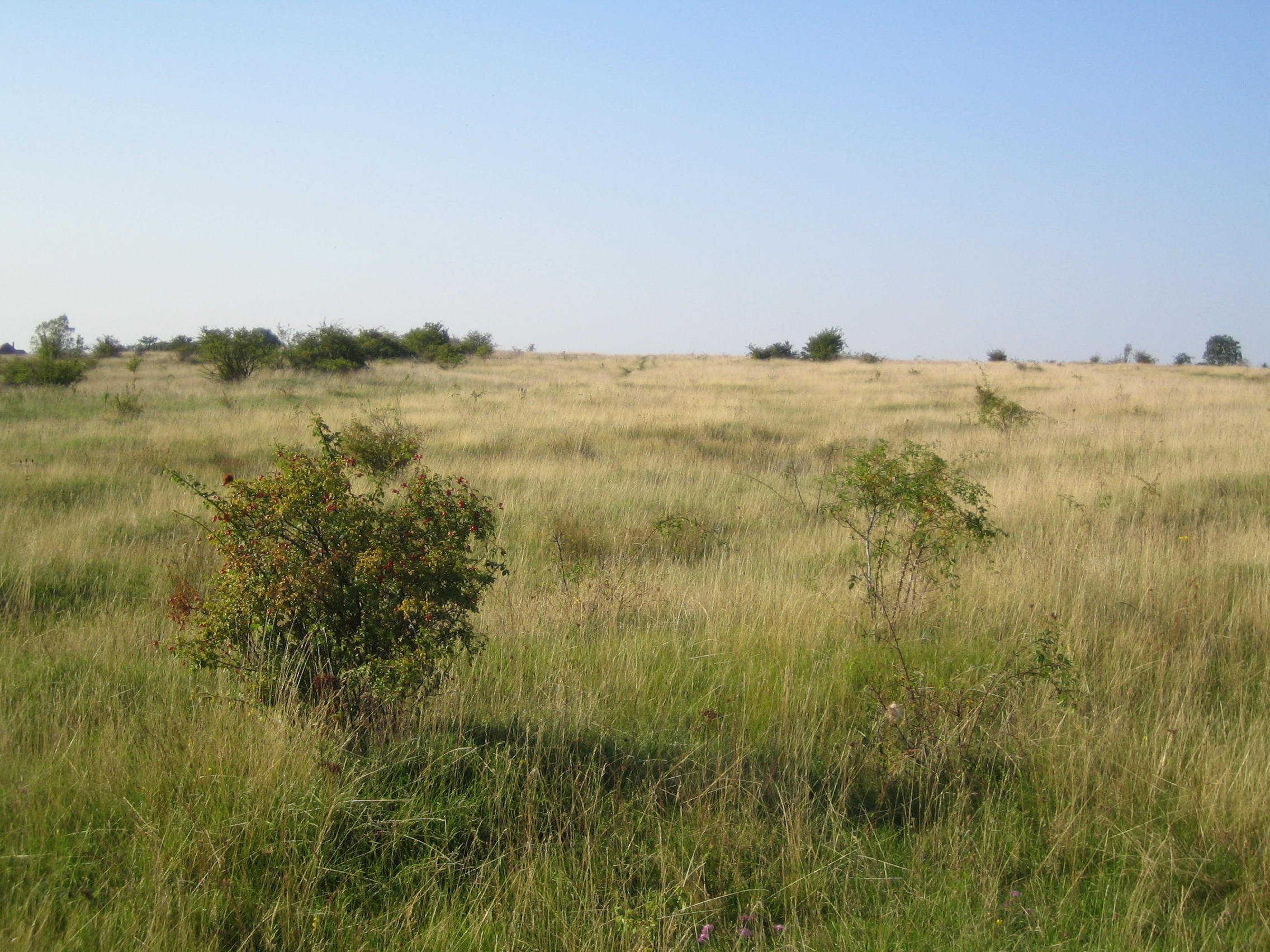
Reserva natural: "Isserstedter Holz".

Jena se encuentra en la zona central de Alemania, en el valle del río Saale (un afluente del río Elba). Se encuentra al este de las montañas medias (Mittelgebirgszone) de Alemania. Jena está 200 km al suroeste de Berlín (Autopista A9), 350 km al norte de Múnich (A9), 300 km al este de Fráncfort del Meno (A4) y 170 km al oeste de Dresde (A4). A 250 km dirección suroeste se encuentra Praga, la capital de la República Checa. Jena está rodeada de montañas calcáreas con acantilados y bosques. Aproximadamente 50 km al sur de Jena está la cordillera del bosque de Turingia (Thüringer Wald). Las coordenadas geográficas de Jena son 50°55′ N y 11°34′ E. La altitud media de la ciudad es de 155 metros. El tamaño de Jena es de 14,7 km de norte a sur y de 12,2 km de este a oeste.

### Clima
Jena esta en una zona de transición entre el clima oceánico y el clima continental. El viento sopla normalmente en dirección oeste. Las temperaturas varían durante el año y suelen cambiar rápidos en general. Las precipitaciones medias anuales son de 585 mm, bastante bajas para ser Alemania. Las temperaturas medias son aproximadamente en invierno 0 °C y en verano 20 °C. Gracias a la localización en el valle del río Saale los inviernos en Jena son bastante más suaves que en otras ciudades de Alemania.

### Fauna y flora
En la naturaleza (bosques/montañas) alrededor de Jena hay varias especies de animales. Especies típicas de mamíferos son, por ejemplo, el zorro, el jabalí, la liebre y el corzo. En los bosques se encuentran especies de árboles como la pícea, el pino, el roble y la haya, típicas para las zonas naturales de Alemania. Las laderas del valle de Saale están cubiertas de arbustos y hierbas, la tierra seca y calcárea no permite mucha vegetación. Gracias a la repoblación forestal del siglo pasado, crece el pino salgareño (Pinus nigra) en muchos de estos sitios, un árbol mediterráneo bien adaptado a las condiciones. Un fenómeno singular es la existencia de diferentes especies raras de orquídeas alrededor de la ciudad, especialmente en el valle de Leutra (Leutratal, que pertenece a una reserva natural. Alrededor de Jena existen varias reservas naturales más, como la reserva "Isserstedter Holz" cerca de la piedra de Napoleón ("Napoleonstein"). Allí se encuentran varios tipos de hierbas como el tomillo, arbustos como una especie de escaramujo y la ciruela montesina (Prunus spinosa). Además existen muchos tipos de saltamontes, abejas silvestres, serpientes y aves de presa.

## Demografía

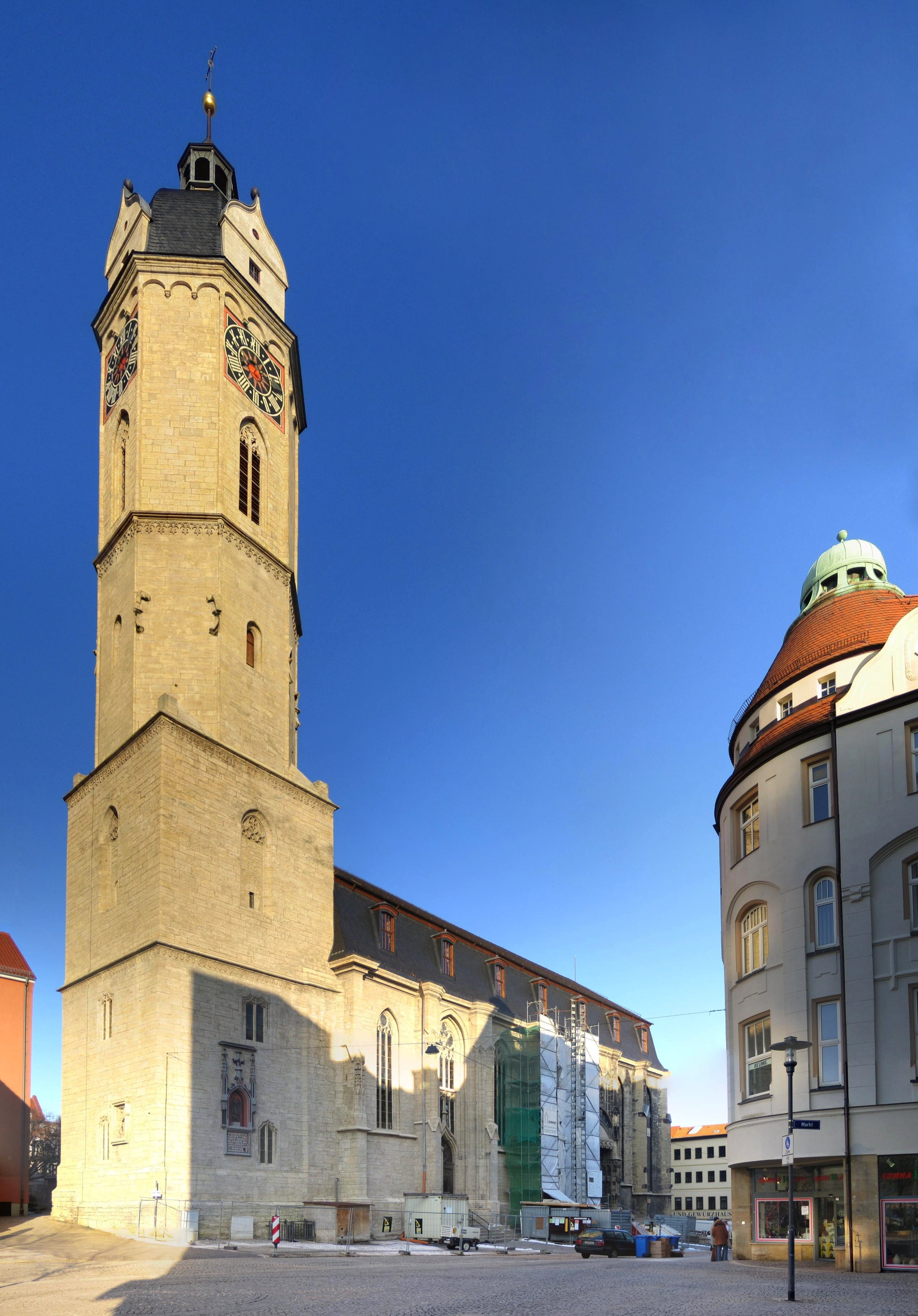
La iglesia gótica de San Miguel del.

La población de Jena ha aumentado desde que se transformó en una ciudad industrial en el siglo XIX, y también durante las dos guerras mundiales. Después de la Segunda Guerra Mundial la población disminuye debido a la emigración al oeste de Alemania. Este movimiento migratorio termina con la construcción del muro en la frontera de la RDA con la RFA. En 1975 la población es de 100 000 habitantes. En 1989 la población decrece otra vez por emigración al oeste y a partir de los primeros años de los noventa el número oficial de habitantes se estabiliza alrededor de los 100 000. En esta estadística faltan miles de estudiantes que se trasladan a Jena para estudiar en la universidad.
La densidad media de la población es de 897 habitantes/km² (2006).

### Religiones
Las comunidades religiosas más grandes son la comunidad cristiana luterana y en segundo lugar la Iglesia católica. También hay comunidades pequeñas de judíos, de metodismo, de bautismo, de islam y de cristianismo ortodoxo. La mayoría de la población de Jena se considera no creyente (ateísmo o agnosticismo), debido a la secularización en la República Democrática Alemana (RDA).

## Economía

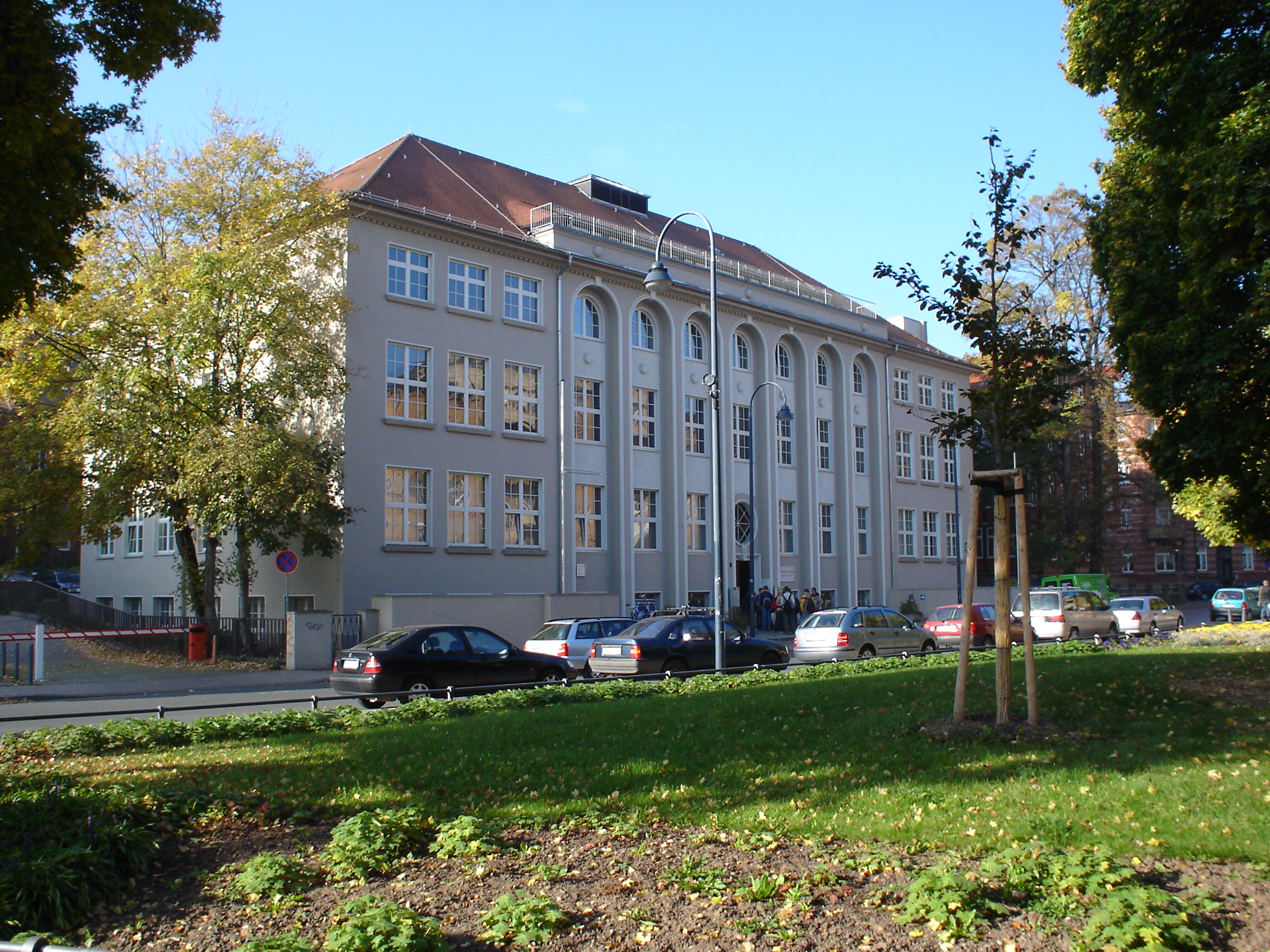
El Museo de la Óptica en la plaza Carl Zeiss.

Jena constituye uno de los mejores ejemplos de ciudad de la ex RDA que ha sabido adaptarse a la economía capitalista. En los últimos años se ha consolidado como foco tecnológico y atrae la inversión de empresas alemanas y extranjeras. Las principales empresas son:
- Carl-Zeiss-Jena GmbH, tecnología óptica y láser
- Jenapharm GmbH, producción farmacéutica
- Jenoptik AG, tecnología óptica y láser
- SCHOTT JENAer GLAS GmbH, producción de cristales especiales

También hay numerosas empresas nuevas y tradicionales en la ciudad.

## Transportes
Transporte público
El órgano público encargado de administrar el sistema de transportes públicos de Jena es la JeNah (Jenaer Nahverkehrsgesellschaft mbH). La red de líneas de tranvía y de autobús conecta los 41 distritos de la ciudad. Las líneas principales de tranvía funcionan veinticuatro horas al día.
Red viaria
Jena dispone de una buena comunicación por carretera, con dos autopistas nacionales que conectan con otras ciudades alemanas: la autopista nacional A4 (este-oeste) y la autopista nacional A9 (norte-sur). Varias carreteras nacionales o de menor prioridad conectan Jena con las ciudades y pueblos de alrededor.
Vías férreas
Jena tiene buenas conexiones férreas, tanto nacionales como regionales. Los trenes de alta velocidad de Alemania (InterCityExpress, ICE) conectan vía directa la ciudad con Berlín y Múnich (ruta norte-sur).
Aeropuertos
Los aeropuertos más cercanos, conectados por autopista y tren, son Aeropuerto de Erfurt (ERF/EDDE; 50 km), Aeropuerto de Leipzig-Altenburgo (AOC/EDAC; 80 km), Aeropuerto de Leipzig/Halle (LEJ/EDDP; 90 km) y Verkehrslandeplatz Jena-Schöngleina (15 km).

## Educación

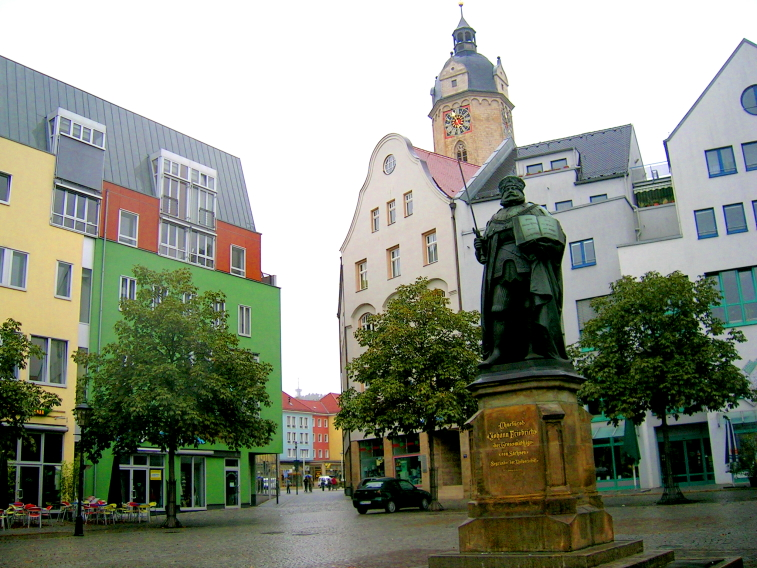
La plaza del mercado con la estatua de Juan Federico I de Sajonia el Magnánimo, fundador de la universidad.

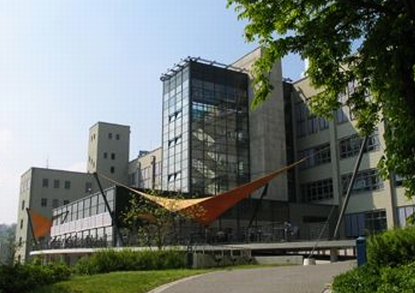
La universidad Fachhochschule Jena.

Johann Wolfgang von Goethe, aparte de sus obligaciones políticas, dedica gran parte de su vida a la universidad de Jena. Disfruta de la sociedad creativa en la ciudad universitaria, además de poder distanciarse de sus deberes familiares y administrativos en Weimar. Gracias a sus iniciativas profesores de renombre de todo el país acuden a la universidad de Jena.
Universidades
La Friedrich-Schiller-Universität Jena (FSU; Alma Mater Jenensis) es la universidad más grande e importante en el estado libre de Turingia con diez facultades y cerca de 120 carreras. La facultad de medicina gestiona el Klinikum der Friedrich- Schiller-Universität, un gran sistema de hospitales especializados (22 clínicas y 27 institutos). Las otras facultades se organizan en diversos institutos. En 2006 la universidad tenía unos 21000 estudiantes.
La Fachhochschule Jena (FH Jena) es la universidad para ciencias aplicadas (en inglés University of Applied Sciences Jena), formada a finales de la RDA a partir de la universidad de ingeniería de Carl Zeiss. La inauguración oficial fue en 1991. En 2006 tuvo unos 5000 estudiantes en 22 carreras universitarias (técnicas y sociales).
Escuelas, colegios e institutos
En Jena hay una larga tradición teórica y práctica sobre nuevos conceptos de pedagogía. Alrededor de 1920 el profesor de pedagogía Peter Petersen desarrolla el Jena-Plan en la universidad, teoría que se aplicó hasta la época nazi. En 1991 se fundan una nueva Jenaplan-Schule (instituto de Jena-Plan). Otros escuelas especiales son Freie Waldorfschule (escuela de pedagogía Waldorf), Europaschule (instituto de pedagogía intercultural), Spezialgymnasium „Carl-Zeiss“ (instituto con especialidad en ciencias naturales), J. C. F. GutsMuths Gymnasium (instituto con especialidad en deportes) y Christliches Gymnasium (instituto con educación cristiano-humanística).

## Ciencia y tecnología

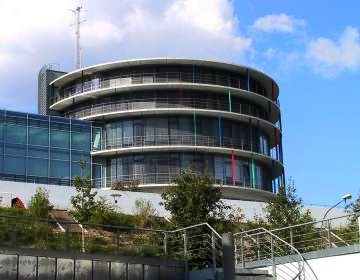
Max-Planck-Institut für Biogeochemie.

En 1784 Johann Wolfgang von Goethe y el profesor de medicina Justus Christian Loder descubren en el Instituto de Anatomía de Jena el hueso “incisivum” en el hombre. Hasta el momento el desconocimiento de este hueso en humanos era un argumento contra las relaciones de parentesco con el mundo animal. Como otros científicos racionalistas de la época, Goethe y Loder tenían el convencimiento de un mismo origen de las especies.
En 1866 Carl Zeiss recupera una vieja idea sobre un objetivo óptico sencillo que pueda calcularse con ecuaciones de física óptica. Junto al físico Ernst Abbe (1840-1905), profesor en la Universidad de Jena, investiga para desarrollar su teoría. A pesar de algunas dificultades a finales de 1872 Abbe finaliza sus investigaciones. A partir de entonces, los productos de Zeiss, basados en lo cálculos teóricos de Abbe, se convierten en los mejores del mundo (microscopios, telescopios, proyectores de planetarios, objetivos fotográficos). Otto Schott (1851-1935), experto en cristales de alta calidad, Zeiss y Abbe fundan en 1884 la fábrica de cristal Jena Schott (Jenaer Glaswerk Schott & Gen.), donde producen cristales ópticos y cristales con resistencia de calor (JENAer Glas). 
Institutos científicos
- Max-Planck-Institut für Biogeochemie, ciencia de biogeoquímica - sistemas globales (cambio climático).
- Max-Planck-Institut für chemische Ökologie, ciencia fundamentada de ecología química (conexiones de insectos con plantas)
- Max-Planck-Institut für Ökonomik, ciencia de economía (transición del sistema económico de la exRDA).
- Leibniz-Institut für Naturstoff-Forschung und Infektionsbiologie – Hans-Knöll-Institut e.V. - (HKI), ciencia en los campos de biología de infección y productos naturales.
- Leibniz-Institut für Altersforschung - Fritz-Lipmann-Institut (FLI), ciencia de la gerontología.
- Fraunhofer-Institut für Angewandte Optik und Feinmechanik (IOF), ciencias aplicadas de óptica y precisión mecánica.
- Institut für Physikalische Hochtechnologie (IPHT), ciencia de física aplicada (tecnología láser, óptica, magnética).

Observatorios astronómicos

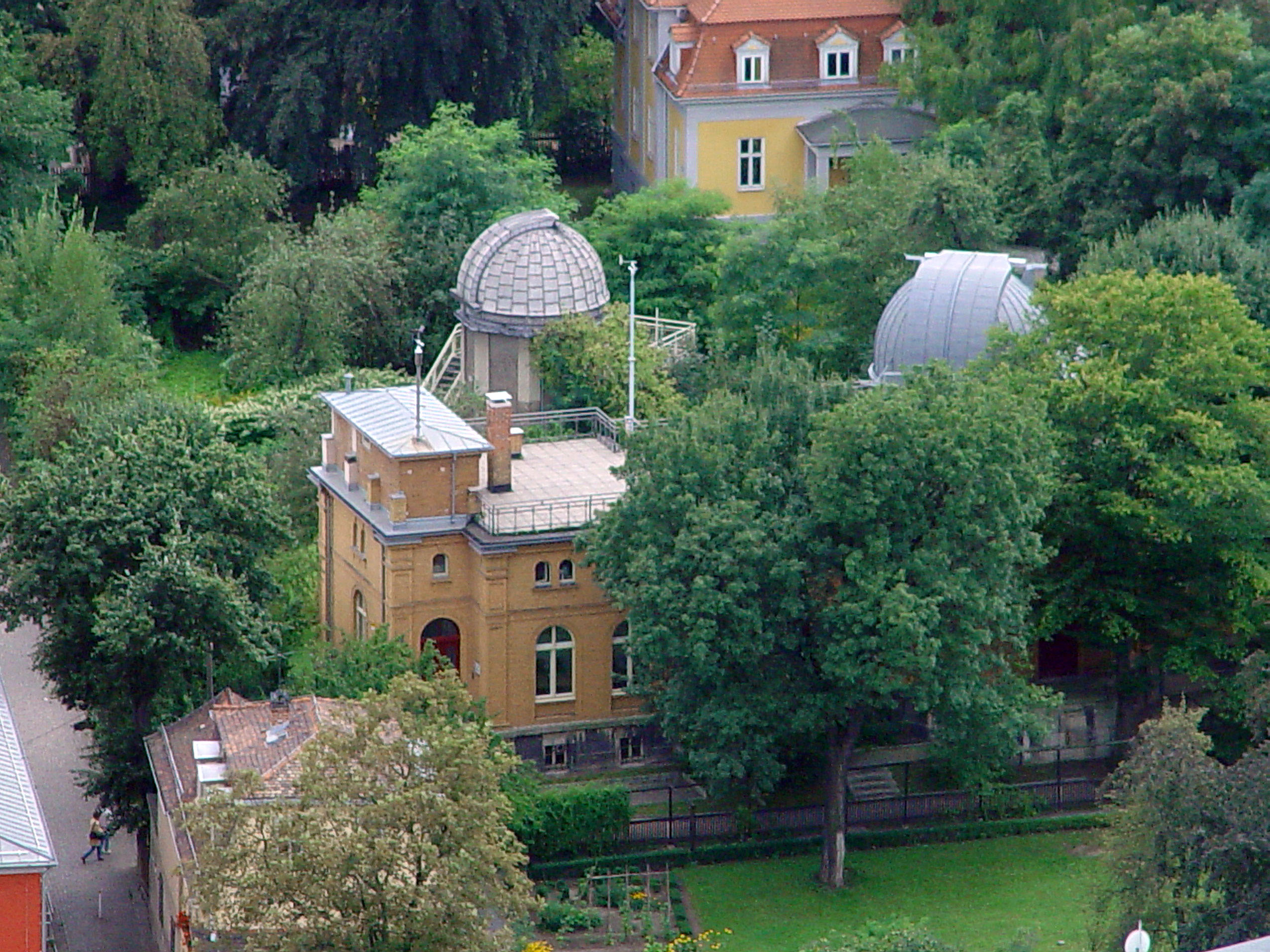
Los dos Observatorios astronómicos en el centro de la ciudad, Universitätssternwarte y Volkssternwarte (al lado de jardín de Schiller).

En 1813 se funda el primer Universitätssternwarte (observatorio astronómico de la universidad), destinado al estudio y enseñanza de ciencias astronómicas. A finales del siglo XIX se funda la asociación Volkssternwarte Urania (observatorio astronómico del pueblo). A lo largo del siglo XX, gracias al apoyo técnico de Zeiss, Jena inaugura cinco observatorios astronómicos: dos en el centro de la ciudad, Universitätssternwarte y Volkssternwarte, (al lado de jardín de Schiller) y tres en los alrededores de Jena, Forststernwarte, Observatorium Großschwabhausen y Thüringer Landessternwarte (observatorio astronómico del estado Turingia). El observatorio Volkssternwarte Urania en abre regularmente al público. El Thüringer Landessternwarte (Karl-Schwarzschild-Observatorium) tiene el telescopio más grande de Alemania, un 2m-Schmidt de Carl Zeiss (el más grande de construcción Schmidt en el mundo). Aquí se descubrió en el año 2005 el planeta extrasolar HD 13189.
Planetario

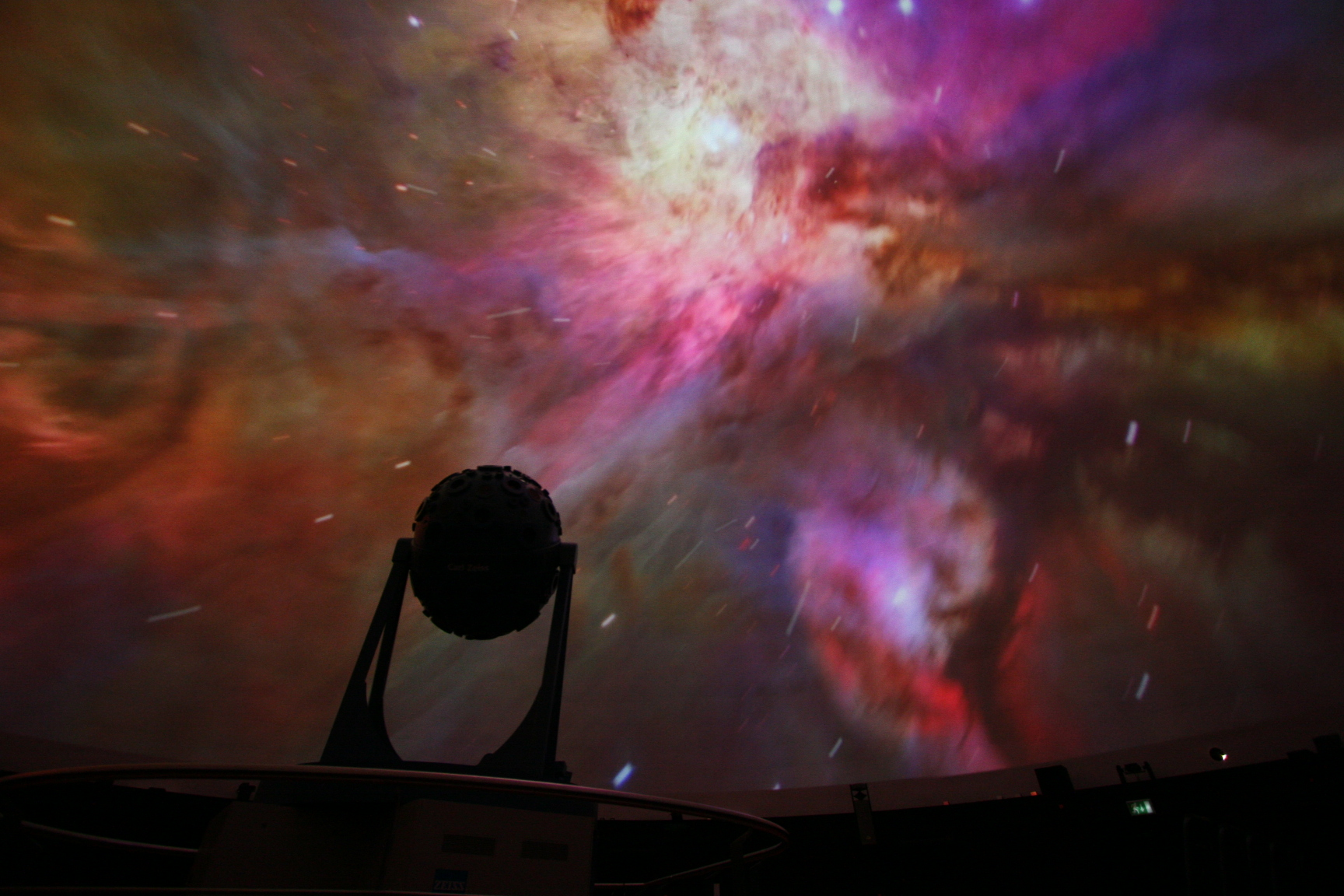
Una presentación astronómica en el Carl-Zeiss-Planetarium.

El Carl-Zeiss-Planetarium Jena de 1926 es el más antiguo del mundo. La historia de los planetarios modernos está ligada con la historia de Jena en el siglo XX. En 1919 un constructor de la fábrica Zeiss, Walther Bauersfeld, empieza a investigar en la idea de proyectar un cielo estrellado en el techo de una cúpula. Cinco años después, en 1923 se realiza en la cúpula de la fábrica (en Ernst-Abbe-Platz) el primer espectáculo planetario del mundo – “El milagro de Jena”, y sigue proyectando estos espectáculos públicos hasta 1926, año en que se inaugura un nuevo planetario en la ciudad, el Carl-Zeiss-Planetarium Jena. En los ochenta la fábrica Zeiss construye un tercer planetario para desarrollar nuevas técnicas, que abre al público en días concretos.
En 2006 Zeiss presenta en el planetario el proyector ADLIP, una nueva generación de proyectores láser, que exhiben las imágenes sobre toda la superficie de la cúpula (ADLIP - All Dome Laser Image Projection). Aparte de presentaciones astronómicas el planetario ofrece también espectáculos de láser, películas, lecturas y música en directo.

## Bibliotecas y archivos

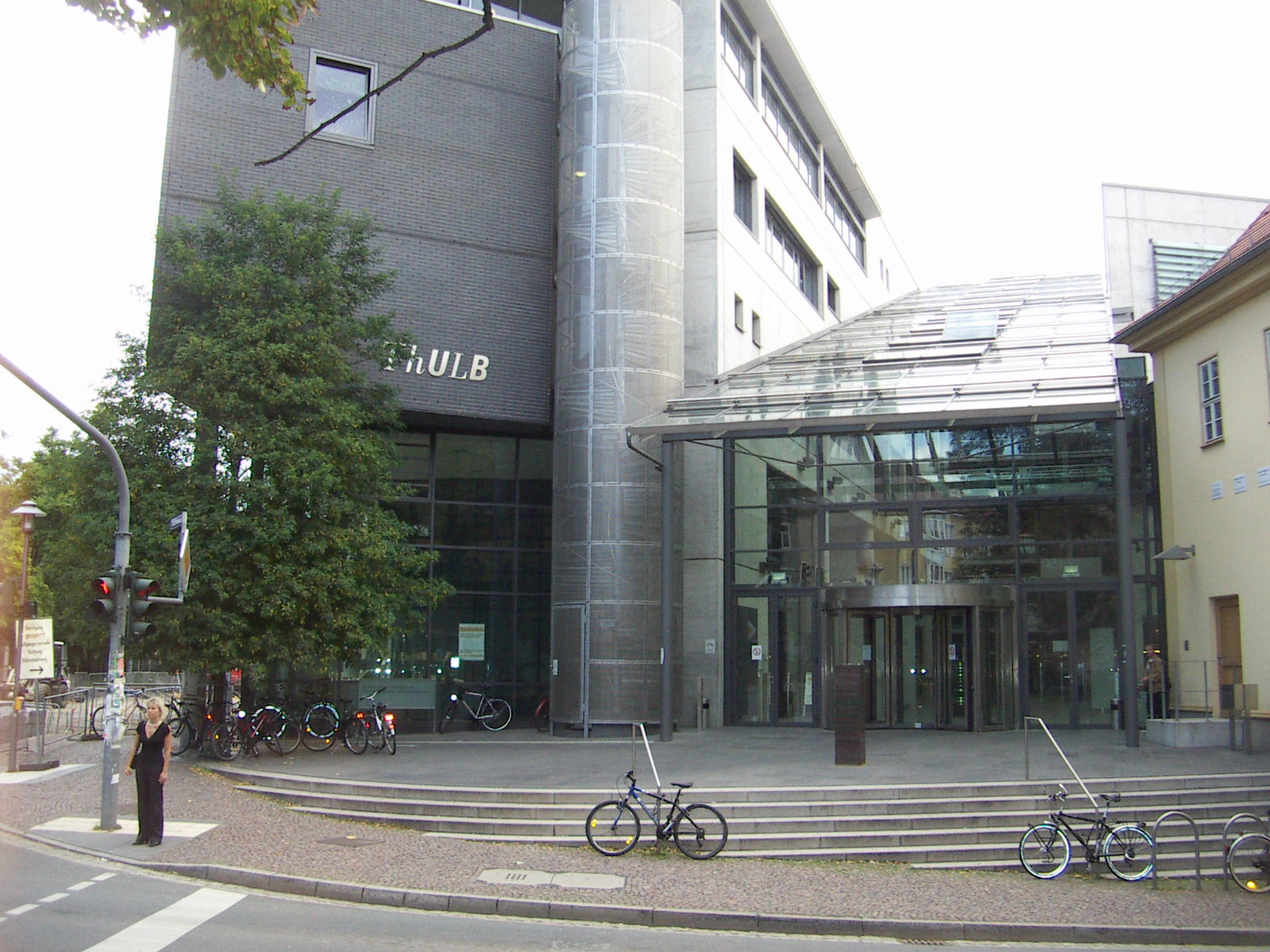
El edificio principal de la biblioteca universitaria (ThULB).

La Thüringer Universitäts- und Landesbibliothek (ThULB) es la biblioteca de la universidad y también del estado de Turingia. La base de la biblioteca es la "Bibliotheca Electoralis" del siglo VI, fundada por el príncipe-elector Federico III el Prudente de Sajonia en Wittenberg. Hoy el inventario tiene aproximadamente cuatro millones de ejemplares de diferentes medios (libros, periódicos, medios electrónicos, manuscritos) repartidos en cuatro edificios y varias bibliotecas especializadas.
Otras bibliotecas importantes son la Fachhochschulbibliothek (Fachhochschule Jena) y la biblioteca de la ciudad, la Ernst-Abbe-Bücherei. 
Los archivos de Jena son el archivo de la ciudad (Stadtarchiv), el archivo de la fábrica Zeiss (Unternehmensarchiv Carl Zeiss Jena), el archivo de la fábrica Schott (Unternehmensarchiv SCHOTT JENAer GLAS GMBH), el archivo de la universidad (Archiv der Friedrich-Schiller-Universität Jena) y el archivo de historia contemporánea de Turingia (Thüringer Archiv für Zeitgeschichte „Matthias Domaschk“).

## Medios de comunicación
En Jena se publican dos diarios (TLZ y OTZ) y varios periódicos especializados. También existen editoriales con diferentes alineaciones. Jena-TV y OKJ son las estaciones de televisión y de radio de la ciudad.

## Cultura

#### Etapa clásica de la literatura alemana e “Idealismo alemán”
En 1789, por iniciativa de Goethe, Friedrich Schiller (1759-1805) consigue una cátedra en Jena. Al principio Goethe y Schiller no comparten amistad, los dos poetas son demasiado diferentes; el joven Schiller aún está en la etapa del Sturm und Drang (tormenta e ímpetu) y Goethe ya la ha superado. Cinco años después, el 13 de junio de 1794, Schiller invita a Goethe a Jena para proponerle una colaboración en el periódico literario “Horen“. Es el inicio de una amistad muy intensa y productiva. A partir de entonces desarrollan su concepto estético de literatura. En estos años muchos pensadores importantes escriben para Horen (Johann Gottfried Herder, Friedrich Hölderlin, Wilhelm y Alexander von Humboldt).
Schiller vive y trabaja casi todo el año en su casa de veraneo; Goethe también tiene una casa en Jena al lado del jardín botánico, donde escribe grandes partes de sus obras clásicas (pe. Hermann y Dorotea“, “Fausto“, “Guillermo Meister“).
En 1794 el filósofo Johann Gottlieb Fichte, aun muy joven, se traslada a Jena para tomar cargo de su primera cátedra. En 1792 su obra “Intento de crítica de toda revelación” había tenido gran repercusión por lo que los estudiantes le acogen con mucho entusiasmo. La mayoría de sus obras importantes de estos años salen de sus lecturas universitarias, como “Teoría de la ciencia”, de 1794, donde Fichte desarrolla el idealismo subjetivo. La casa de Fichte, con un aula para lecturas y debates, se convierte en un centro cultural filosófico y romántico.
En 1796 Friedrich Wilhelm Joseph Schelling consigue una cátedra en la universidad de Jena. Como Fichte, Schelling también es una influencia muy importante para el romanticismo de Jena. Aquí se origina su obra principal “Sistema del idealismo trascendental” (1800), una obra clave en el idealismo alemán.
“A partir de 1799 el filósofo Georg Wilhelm Friedrich Hegel (1770-1831) colabora con Schelling en Jena, justo cuando el movimiento romántico se encontraba en su florecimiento más explosivo.” (J. Gaarder: “El mundo de Sofía”, pág. 439) Tras la habilitación se hace profesor de filosofía y desarrolla su sistema filosófico del idealismo absoluto. En estos años Schelling y Hegel publican juntos el “Periódico de física especulativa” (Zeitschrift für spekulative Physik). En 1806 Hegel escribe su obra principal, Fenomenología del espíritu. Simpatizante de la revolución francesa, ve la marcha triunfal de Napoleón a la ciudad después de la batalla de Jena, sobre lo que escribe “el espíritu universal a caballo” („Weltgeist zu Pferde”), aunque una leyenda dice que el filósofo terminó esta obra la noche antes de la batalla de Jena.
El círculo de los románticos (Jenaer Frühromantik)
La época romántica se inicia en Alemania con el Romanticismo Universal. “Esta forma de romanticismo floreció primero, y de un modo muy especial, en la ciudad de Jena alrededor del año 1800.” (J. Gaarder: El mundo de Sofía, p.427).
En 1790 el joven poeta Friedrich von Hardenberg (Novalis) inicia los estudios en Jena, acude a las lecturas de Schiller y traza amistad con él. Los dos poetas mantienen conversaciones largas e intensas en la universidad. En 1795 Novalis y Friedrich Hölderlin asisten a las clases de filosofía de Fichte. Un año después, en 1796, el teórico literario, filósofo y poeta August Wilhelm Schlegel se traslada a Jena para trabajar junto a Schiller en el periódico literario Horen. Jena se convertirá en el centro del primer movimiento romántico. Se forma alrededor de August Wilhelm Schlegel y su hermano Friedrich Schlegel. Es un círculo de amigos al que pertenecían Novalis, J.G. Fichte, F.W.J. Schelling, Ludwig Tieck, Clemens Brentano, Johann Wilhelm Ritter y el científico noruego Henrik Steffens. En el círculo del Romanticismo, mujeres como Dorothea Veit, Sophie Mereau y Caroline Schlegel son muy importantes y sobre todo tienen igualdad. Junto con la casa de los hermanos Schlegel, donde existe casi una comuna de románticos, el círculo tiene otros lugares importantes de reunión para los debates (por ejemplo las casas de Fichte y de Schiller); a partir de 1798 los hermanos Schlegel publican Athenäum, el periódico líder del Romanticismo alemán (dónde Novalis publica por primera vez Himnos a la noche).

### Museos

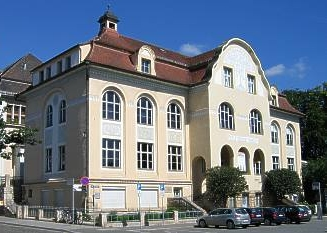
Museo de la Filogenia de estilo arquitectónico modernista.

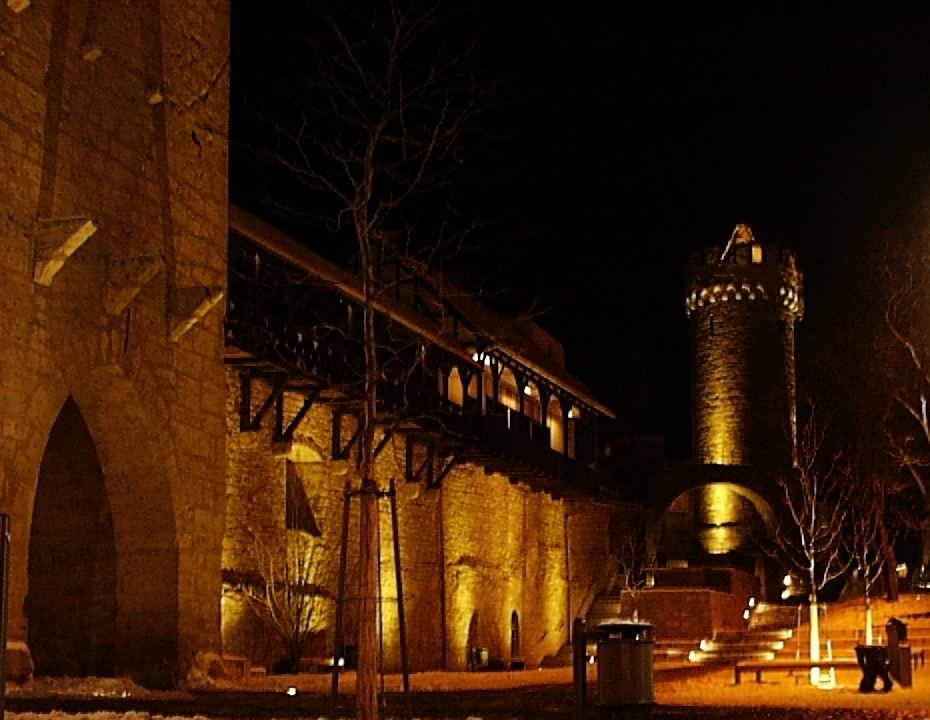
El muro medieval de la ciudad con las dos torres Johannistor y Pulverturm.

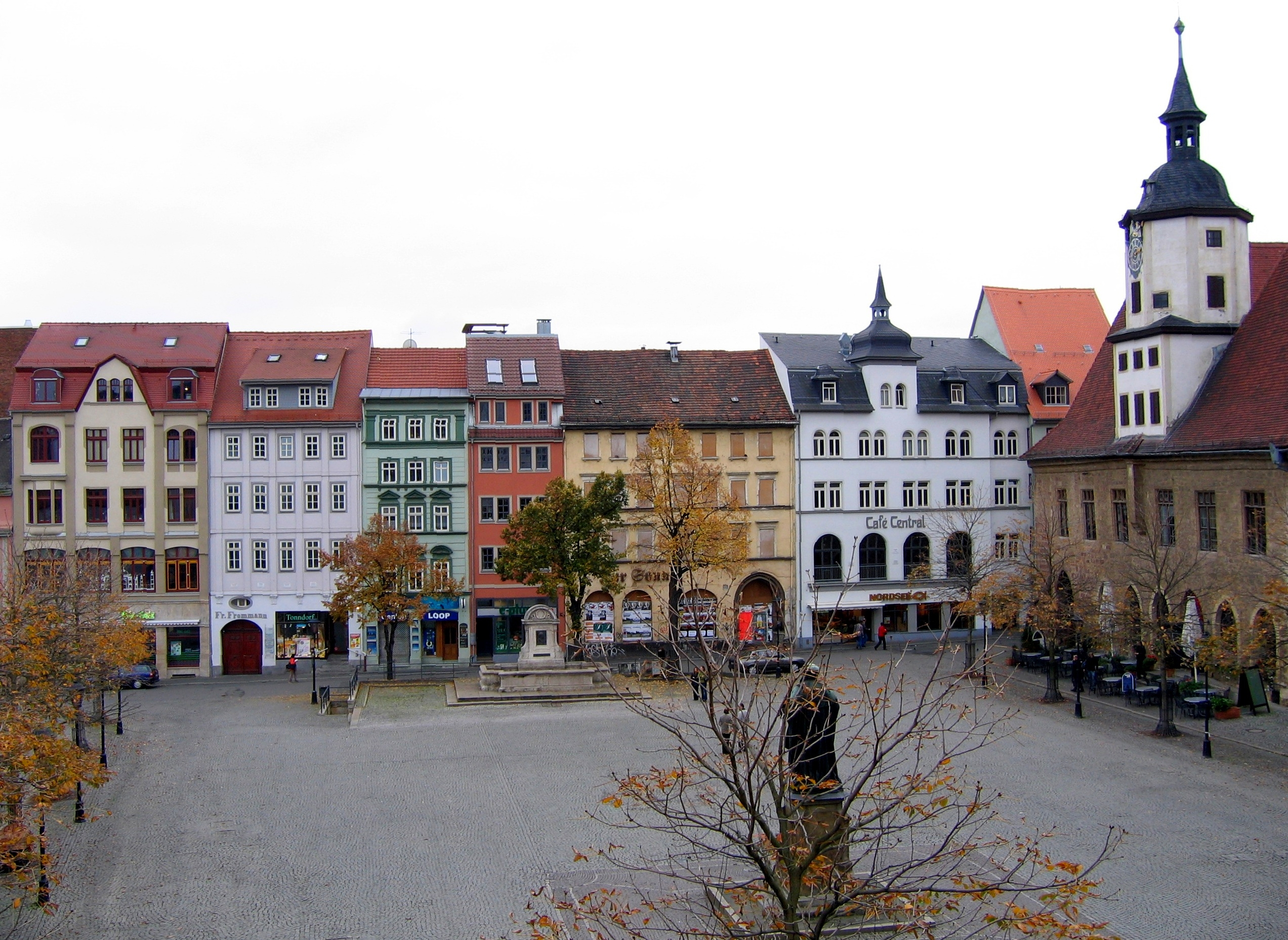
La plaza del mercado y a la derecha el ayuntamiento del.

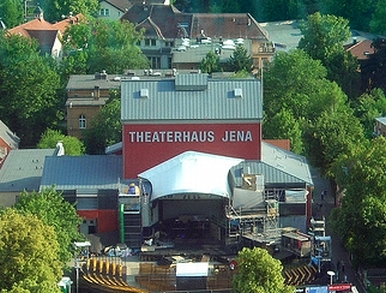
Theaterhaus Jena y ubicación de la Kulturarena.

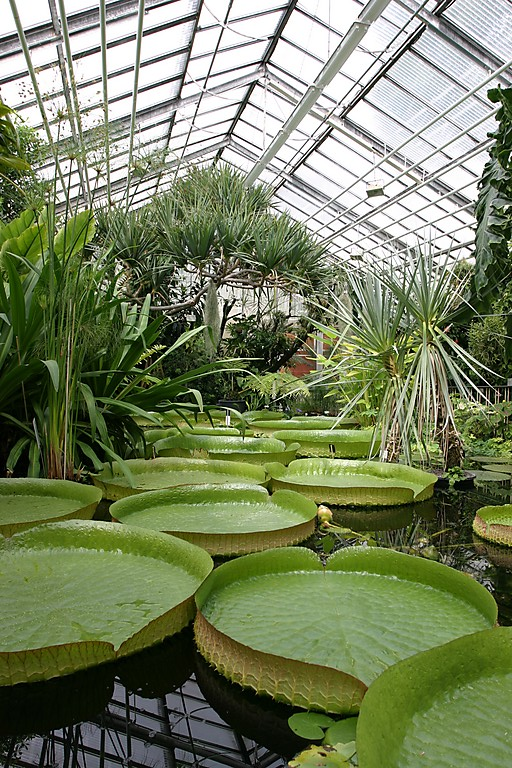
Jardín botánico de Jena.

El Museo de la Ciudad – “Göhre”  tiene una exposición permanente que presenta objetos de la historia de Jena. Por ejemplo presentan la bandera de la Urburschenschaft de 1815, el origen de la bandera alemana moderna. En la Göhre también se puede ver la colección de arte de la ciudad y exposiciones temporales. 
El Museo del Romanticismo – Romantikerhaus rinde homenaje a las etapas culturales del Romanticismo Universal (Frühromantik o Universalromantik) y del Idealismo Alemán (Deutscher Idealismus) en Jena. El museo es en la casa histórica de Fichte. Aquí tuvieron lugar sus lecturas universitarias y también fue un punto importante de encuentro para los filósofos, poetas y científicos de Jena y Weimar alrededor de 1800. 
El Museo de Schiller - Schillers Gartenhaus fue la casa de Friedrich Schiller durante su estancia en Jena. Alberga una exposición sobre la vida del poeta y sus obras históricas, filosóficas y literarias. Schiller escribió aquí muchas de sus baladas y grandes partes de sus dramas “Wallenstein”, “Maria Stuardo” y “La doncella de Orleans”.
El Museo de Goethe – Goethe Gedenkstätte era la casa de Goethe en Jena, donde pasó mucho tiempo de su vida, para sus trabajos gubernamentales, contactos con los personajes de Jena, actividades científicas y también para escribir alejado de los deberes de Weimar. La exposición presenta informaciones sobre su vida en Jena y sus trabajos científicos y literarios.
El Museo de la Filogenia - Phyletisches Museum se fundó por una iniciativa del biólogo Ernst Haeckel. La exposiciones permanentes muestran con objetos zoológicos la evolución biológica y reconstruyen la historia de la diversificación (filogénesis) de las especies desde el origen de la vida en la Tierra hasta la actualidad.
El Museo Ernst Haeckel - Villa Medusa - Ernst Haeckel Haus. El museo pertenece al Instituto de Historia de la Medicina, las Ciencias Naturales y la Técnica.
Centro de la exposición es la vida y obra de Ernst Häckel y sus actividades científicas sobre la evolución y biología marítima, su divulgación de la teoría de la evolución de Darwin, la filosofía de monismo y las obras de arte.
El Jardín Botánico – Botanischer Garten, se fundó en 1586 como un jardín medicinal (Hortus Medicus) por la universidad, poco después pasó a ser jardín botánico (Hortus Botanicus). Hoy es uno de más viejos (junto con el jardín botánico de Leipzig (1580)) de Alemania. Por iniciativa de Goethe en 1794 se amplía mucho. En las áreas libres y en los invernaderos hay miles de especies botánicas y también algunas especies de animales (como anuros tropicales y pirañas).
El Museo de la Óptica – Optisches Museum La exposiciones permanentes presentan la historia de instrumentos ópticos y el proceso de producción. Hay una gran colección de microscopios, telescopios astronómicos, proyectores de planetario, cámaras, objetivos estereoscópicos, hologramas y muchos otros sistemas ópticos. Un taller de óptica explica la producción de microscopios en la época de Carl Zeiss. La Fundación de Arte de Jena (Jenaer Kunstverein) tiene su centro en el museo y presenta diferentes exposiciones temporales de arte internacional.
El Museo de Ciencia – Imaginata La Imaginata explica fenómenos de la percepción y experimentos de física para tocar experimentar. El museo está en una histórica central eléctrica al norte del centro de la ciudad.
El Museo de la Batalla de Jena 1806 – Museum 1806 informa de los sucesos históricos de otoño de 1806, cuando lucharon 150 000 soldados de Francia y Prusia. Se explican las circunstancias históricas que resultaron en la derrota de Prusia frente a las tropas de Napoleón y las diferentes estrategias militares. El museo tiene una gran colección de uniformes y armas originales de la Batalla de Jena.
El Museo de Schott - Schott GlasMuseum Es el museo sobre la vida y trabajo científico del químico Otto Schott, el inventor del cristal con resistencia al fuego (Jenaer Glas), y sobre la historia de la producción de cristales de alta calidad. También se presentan diferentes exposiciones temporales de arte.
El Museo de Anatomía – Anatomische Sammlung es la colección de preparados anatómicos humanos del Instituto de Anatomía de la universidad de Jena. También se encuentran los preparados originales de Goethe. El 27 de marzo de 1784 Goethe y el profesor de medicina Justus Christian Loder descubren en el torre de anatomía de Jena el os incisivum del hombre en fase embrión, uno de los primeros ejemplos de investigación científica racional. Antes del descubrimiento la carencia de este hueso había sido un argumento en contra del parentesco entre hombre y animal. Como algunos otros científicos racionales de la época, Goethe y Loder estaban convencidos de que las especies compartían el mismo origen. No obstante, para desarrollar esta teoría con una base científica sólida faltaban 100 años más, hasta que Charles Darwin lo consiguiese.
El Museo de Mineralogía – Mineralogische Sammlung. En 1779 el duque Carlos-Augusto funda por iniciativa de Goethe esta colección de mineralogía, que se ha ampliado mucho a lo largo de los siglos. La atracción del museo es una gran colección de diferentes meteoritos.
El Museo de la Prehistoria – Ur- und frühgeschichtliche Sammlung der Universität Jena presenta hallazgos arqueológicos desde el Paleolítico hasta la Primera Edad Moderna. La colección (por ejemplo cerámicas, armas, arte) está a cargo del Instituto de Prehistoria de la universidad.
El Museo de la colección Hilprecht de artefactos de Oriente Medio - Hilprecht-Sammlung Vorderasiatischer Altertümer  Esta colección del Instituto de Orientalismo de la universidad es una de los más grandes de orientalismo antiguo (Sumeria, Asiria, Babilonia) de Alemania. Aparte de muchos textos de escritura cuneiforme y otros artefactos arqueológicos, el mapa de Nippur (centro religioso de Sumeria) es el artefacto más popular y sobre todo el más viejo de una ciudad en el mundo (3500 años).

### Arquitectura, monumentos y arte urbano

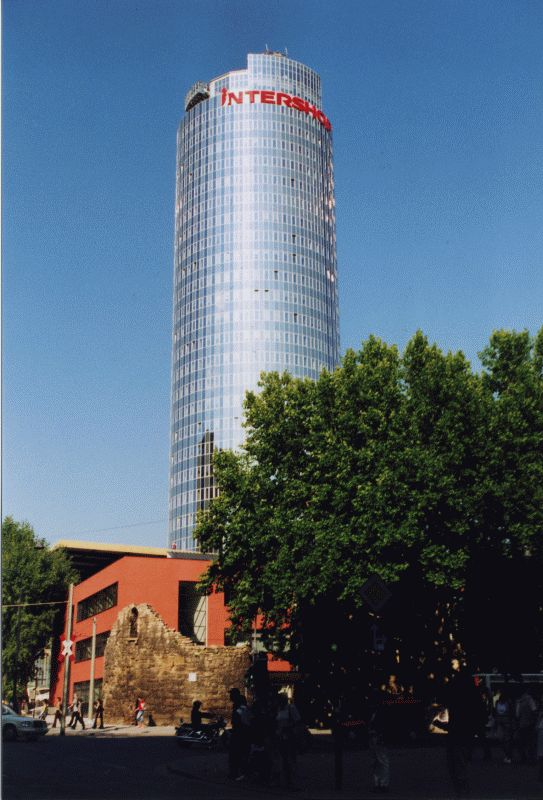
El JenTower, con una altura de 159 metros, el edificio más alto de Jena.

El edificio más destacable de la ciudad es el rascacielos cilíndrico del arquitecto estrella de la RDA Herrmann Henselmann. Se construyó entre 1967 y 1972 como Torre de la Ciencia (Forschungshochhaus) para la fábrica Carl Zeiss, pero al final acaba como Torre de la Universidad (Universitätshochhaus o Uniturm). Hoy se llama oficialmente JenTower pero se la conoce popularmente como Uniturm o Keksrolle (rollo de galletas).
Al sur de la JenTower se encuentran varios edificios de la universidad: la antigua sede, el Colegium Jenense, el instituto moderno y las ruinas de la Torre de la Anatomía (Anatomieturm), situada en el antiguo muro de la ciudad medieval. Entre 1750 al 1858 albergó el Teatro Anatómico (Anatomisches Theater) de la universidad. 
Otros restos del muro de la ciudad medieval son la Johannistor y la Pulverturm en la esquina noroeste de la ciudad histórica. Al sureste se encuentra la Torre Roja (Roter Turm). En la esquina noreste de la Jena medieval está el nuevo edificio principal de la universidad (Universitätshauptgebäude (UHG)), construido durante el Jugendstil (un estilo arquitectónico parecido al modernismo) entre 1905 y 1908. 
Entre estas fronteras de la ciudad histórica están los edificios más viejos. La plaza del mercado con el ayuntamiento y la estatura del príncipe-elector Juan Federico el Prudente (Johann Friedrich der Grossmütige o Hanfried), el fundador de la universidad. Detrás del mercado esta la iglesia gótica San Miguel, construida, como el ayuntamiento, a finales del siglo XIV, donde se encuentra la lápida original de Martín Lutero desde 1571.
Al oeste del centro histórico está el antiguo complejo principal de la fábrica Zeiss. Los edificios albergan hoy el campus universitario y la Goethe Gallerie, un centro comercial que ofrece exposiciones temporales. En la Plaza Ernst Abbe (Ernst-Abbe-Platz) hay un conjunto de esculturas abstractas del artista estadounidense Frank Stella, que muestran la confrontación entre el arte y el patrimonio industrial. También está el primer rascacielos de Alemania (Bau 15 del año 1915). 
Al oeste de la Goethe Gallerie esta la Plaza Carl Zeiss (Carl-Zeiss-Platz), el Museo de la Óptica y el Monumento a Ernst Abbe, del arquitecto belga Henry van de Velde, y con esculturas de Max Klinger y Constantin Meunier. 
Siguiendo la calle Fürstengraben, desde el edificio principal de la universidad hasta la Pulverturm, hay muchas casas históricas (como la casa de Goethe), esculturas de personajes famosos de Jena y la biblioteca del estado de Turingia y de la universidad (ThULB). 
Al norte del centro está el Damenviertel, uno de los barrios más grandes y completos de la arquitectura Jugendstil en Alemania. Al oeste del Damenviertel está el jardín botánico y el planetario. 
Al sur del centro histórico se encuentra jardín de Schiller, con el teatro y los observatorios astronómicos al lado. También en esto zona está el Museo de la Filogenia y algo más al sur el parque más popular de Jena, el Paradies (Paraíso).
La arquitectura de Jena se compone de edificios de diversas etapas y estilos. Las construcciones más viejas son las casas del centro histórico, varias iglesias y los castillos en las montañas de la ciudad. 
Importantes estilos más modernos son el Jugendstil, la Bauhaus y la arquitectura socialista de la RDA, y a partir de 1990 muchos edificios de las últimas tendencias. 
Los castillos de Jena son el Lobdeburg (el castillo de los fundadores de Jena) y el Lobedaer Schloss en la histórica ciudad de Lobeda (hoy un barrio de Jena); el Fuchsturm y las ruinas del castillo de Kirchberg (una de los residencias (Königspfalz) de la dinastía de Otónes, los emperadores del Sacro Imperio Romano Germánico) y el castillo Kunitzburg cerca del bario de Kunitz. 
Algunas iglesias destacables son la iglesia San Miguel (Stadtkriche St. Michael), la Iglesia católica San Juan el Bautista y la Friedenskirche (iglesia de la Paz) en el centro de Jena. La iglesia más vieja es la iglesia San Pedro en Lobeda.

### Parques y jardines
En Jena hay numerosos parques, el más grande es el Oberaue (Volkspark Oberaue) a los dos lados del río Saale. Una parte, Paradies (paraíso), es la zona verde más popular de ciudad. Otros parques son el jardín botánico de Jena, el jardín Griessbach, el Friedensberg (montaña de la paz), el jardín de Schiller y el parque Goethe (Goethepark) en el barrio de Drackendorf. Una característica de Jena son las montañas y bosques alrededor de toda la ciudad, alcanzables rápidamente desde cualquier punto, gracias a la ubicación en el valle del río Saale.

### Festivales, música y teatro
La Kulturarena, en los meses julio y agosto, es el evento cultural más importante del año en Jena, y el festival musical más importante en Turingia. Cada año hay durante ocho semanas en el centro de la ciudad conciertos, (jazz, pop, rock, reggae y música del mundo) teatro y cine. Otros festivales son por ejemplo los Días de Irlanda (Irische Tage) en noviembre, el festival de cortometrajes Cellu l'Art en abril, los Wilhelm-Furtwängler-Tage, un festival de música clásica, la semana de JG-Werkstatt, un festival de cultura alternativa (música, teatro, arte y política) y los tres festivales de Jazz (Dixieland Meeting, Jazzmeile y Jazzfrühling). También hay diferentes fiestas de la ciudad, de los barrios y de las universidades. Aparte de festivales musicales, teatrales y cinematográficos, y siguiendo la tradición que caracteriza a la ciudad, hay muchos eventos dedicados a las ciencias.
La Jenaer Philharmonie es la orquesta más importante de Turingia, muy activa en escenarios internacionales. En la ciudad hay dos orquestas sinfónicas más, la Akademische Orchestervereinigung y la Sinfonieorchester Carl Zeiss. Aparte de la música clásica hay en las diferentes salas, clubes y discotecas una gran variedad de eventos musicales. 
El ensamble teatrito principal de la ciudad trabaja al Theaterhaus Jena, al lado de jardín de Schiller. Las escenificaciones son modernas y los actores y el público son relativamente jóvenes. La idea del teatro inconvencional es una buena separación del teatro clásico y tradicional de Weimar.

## Deportes
Con el colegio de deportes (J. C. F. GutsMuths Gymnasium) y el Instituto de Ciencias del Deporte de la universidad Jena dispone de una buena educación deportiva. Además hay numerosas asociaciones deportivas y diversas instalaciones deportivas.
Los equipos más importantes de la ciudad son el FC Carl Zeiss Jena, que juega en la tercera división de la Liga Nacional de Fútbol (3. Fussball Bundesliga) y el Science City Jena que juega en la segunda división nacional de baloncesto (Basketball-Bundesliga, BBL).